# Abbaye de Parc
Pour les articles homonymes, voir Parc (homonymie).
L'abbaye de Parc (en néerlandais : abdij van Park) est une abbaye de chanoines prémontrés située à Heverlee, en Belgique, près de Louvain. Elle est fondée en 1129 sur des terres données aux prémontrés de Laon par le duc de Brabant Godefroid le Barbu.
En 1789, l'abbaye fut fermée par les troupes de Joseph II, mais elle resta entre les mains des chanoines prémontrés. Les religieux furent chassés à nouveau en 1793, cette fois par le pouvoir révolutionnaire français. Avec l'indépendance de la Belgique de 1830 et la liberté religieuse garantie par la constitution du jeune pays, l'abbaye put revivre. Les religieux poursuivirent leur ministère dans les paroisses des environs. L'abbaye participa en outre au mouvement missionnaire du XIXe siècle, comme au Brésil en 1894.
Située à proximité de l'université de Louvain, Parc est encore un haut-lieu de la culture religieuse. Trois revues sont publiées par l'abbaye, et une école est ouverte pour les enfants d'Heverlee. Une association des « Amis de l'abbaye », fondée en 1929, contribue à la découverte de son patrimoine, à l'entretien des jardins et au soutien de son rayonnement. Depuis 2012, l'abbaye a entrepris une grande campagne de travaux de restauration qui s'achèvera à l'horizon de son 900e anniversaire.
De grands souvenirs historiques se rattachent à l'abbaye de Parc, puisqu'à différentes époques, le duc d'Albe, le prince d'Orange, Érasme, le roi d'Angleterre Guillaume III et le roi de France Louis XV y séjournèrent.

## Histoire

### XIIesiècle

#### Origine de la fondation
En 1129, des chanoines prémontrés venant de Laon, dans le Nord de la France, s'installent sur des terres offertes par Godefroid le Barbu, duc de Brabant. Le nom canonique de cette première communauté religieuse est Conventus Sanctae Mariae de Parco,.

#### Travaux agricoles et religieux
Le XIIe siècle est celui du travail car les terres sont à défricher, les chanoines étant des pionniers dans le domaine de l'agriculture et venant en aide à une population très pauvre. Les religieux s'adonnent au travail manuel et aux sciences ecclésiastiques, transcrivent et enluminent maints manuscrits, chantent les louanges du Seigneur à l'église et aux champs. Cette première église ou plutôt chapelle, dédiée à la Vierge, aux proportions restreintes et d'apparence toute simple, est construite à partir des restes d'un manoir ducal ancien.
Ce premier siècle d'existence est aussi celui de la lutte car les chanoines combattent les restes du tanchélisme qui s'est répandu dans la région.

#### Développement rapide
Trois ans après la fondation, l'institution étant organisée et le nombre de religieux suffisant, ces derniers se choisissent alors un abbé en la personne de Simon de Saint-Maurice.
La vie austère des religieux frappe les gens du monde et attire vers eux les fils de manants comme ceux des seigneurs. Les donateurs, pris dans l'émulation, les comblent de biens, ce qui fait que l'abbaye connait rapidement la prospérité. Les chanoines établissent une nouvelle colonie à Runckelen en 1134, érigent dans la même année un hôpital avec une chapelle à Scoenderbueken sous Sichem, et en 1137, une nouvelle fondation voit le jour à Ninove.
Suivant leur vocation particulière de prémontrés, les religieux de l'abbaye de Parc prennent la responsabilité pastorale de nombreuses paroisses des environs.

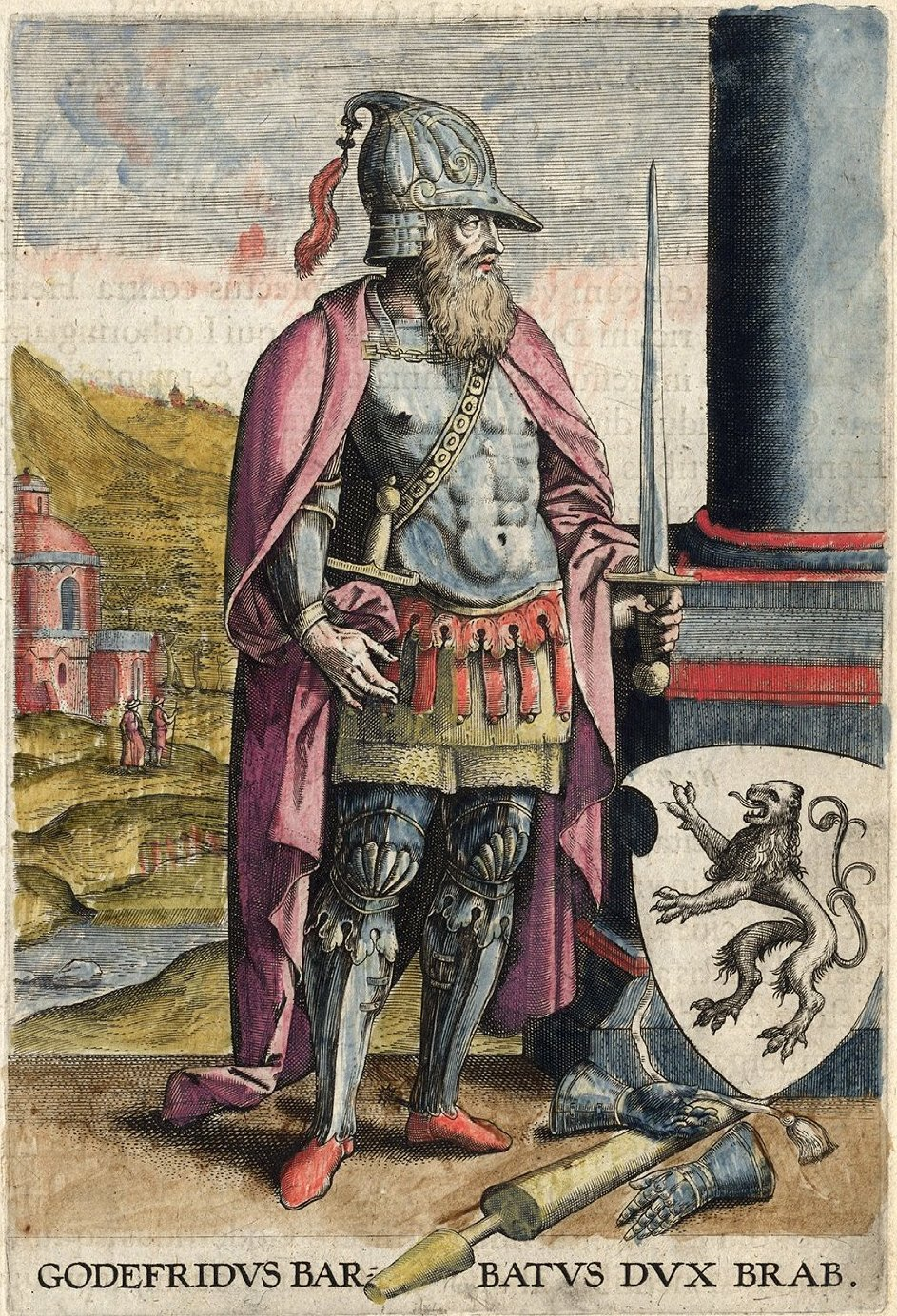
Godefroid le Barbu, duc de Brabant.
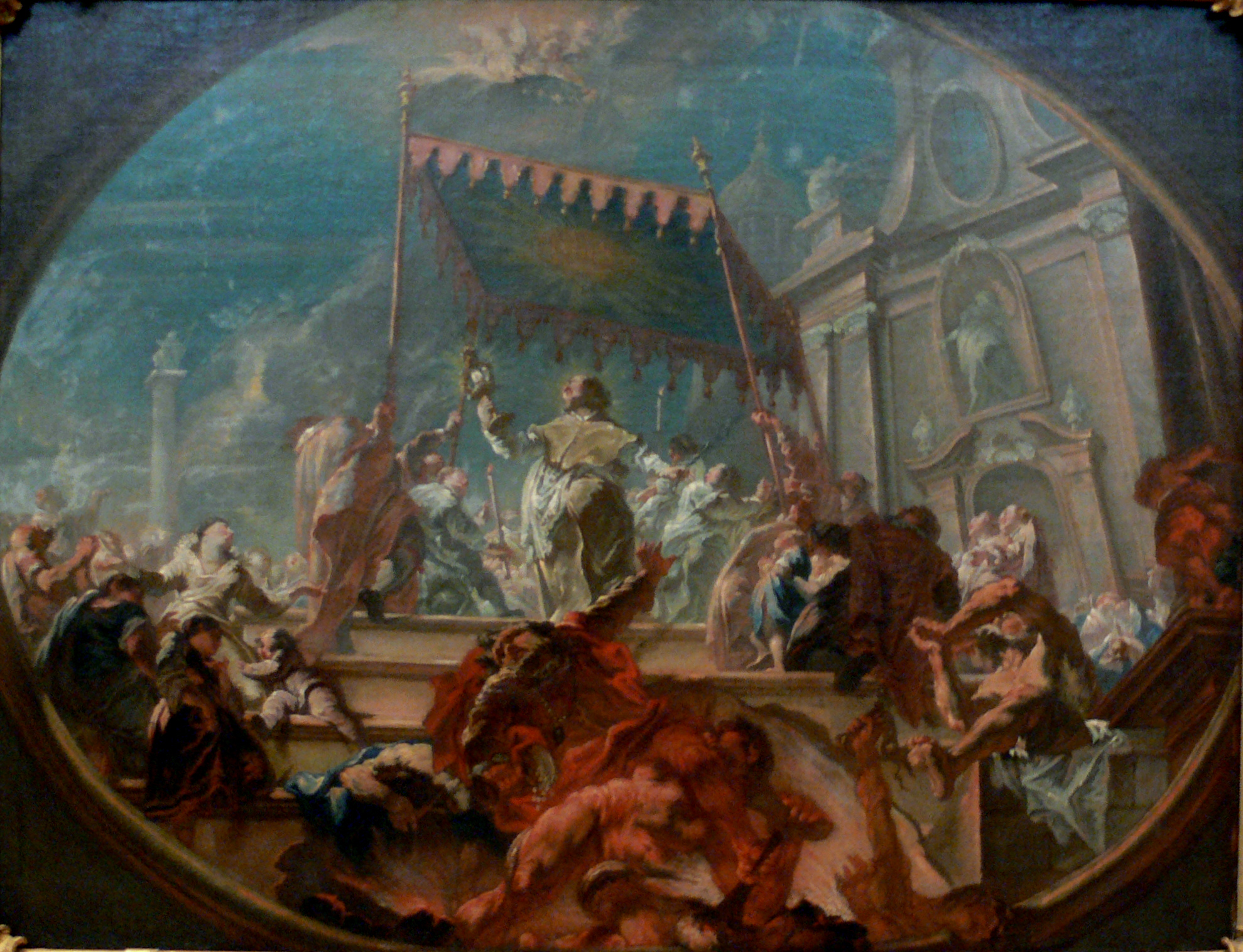
Saint Norbert triomphant sur le tanchélisme.

### XIIIesiècle: splendeur de l'abbaye
Durant le XIIIe siècle, l'abbaye de Parc devient de plus en plus prospère, du fait d'une bonne gestion mais aussi de la générosité des fidèles. Ses religieux recueillent du foncier, tant à l'achat qu'à titre gratuit, mais acquièrent aussi un grand nombre de redevances annuelles, comme ce que rapportent les livres censiers de l'époque,. Les redevances annuelles se payent en argent, en produits agricoles, en services, mais aussi des instruments aratoires comme des faux, des serpes ou des fourches.
Un siècle après sa fondation, l'abbaye atteint ainsi toute sa splendeur et peut rivaliser avec d'autres monastères célèbres.
Cela étant, vers la fin de ce XIIIe siècle, la prospérité n'exempte pas les chanoines de difficultés, car, tout d'abord la famine éclate et désole tout le pays durant cinq ans, ensuite les chanoines doivent défendre âprement leurs droits face aux ennuis provenant de leurs propriétés et des églises, devant faire respecter les dîmes et les privilèges.

### XIVesiècle: siècle le moins beau de toute l'histoire
Le XIVe siècle est le siècle le moins beau de toute l'histoire de l'abbaye. D'abord, sur le plan climatique, l'hiver de l'année 1304 est extrêmement rigoureux et la disette se fait sentir. De plus, une pluie dévastatrice s'abat durant dix mois sur le pays. Les champs sont ravagés, avec pour conséquence la famine, suivie de la peste.
Par ailleurs, l'abbaye souffre grandement de l'émeute de Louvain de 1379 quand le peuple jette les patriciens par les fenêtres. Des gens armés de glaives viennent alors à l'abbaye, fracturent les portes et volent dans l'église.

### XVesiècle: restauration des biens et de la discipline
La mauvaise période prend fin au XVe siècle. La communauté vise maintenant la restauration des biens, l'observance et la réforme de la discipline, la lutte contre les commendes.

### XVIesiècle: troubles intérieurs dans le pays

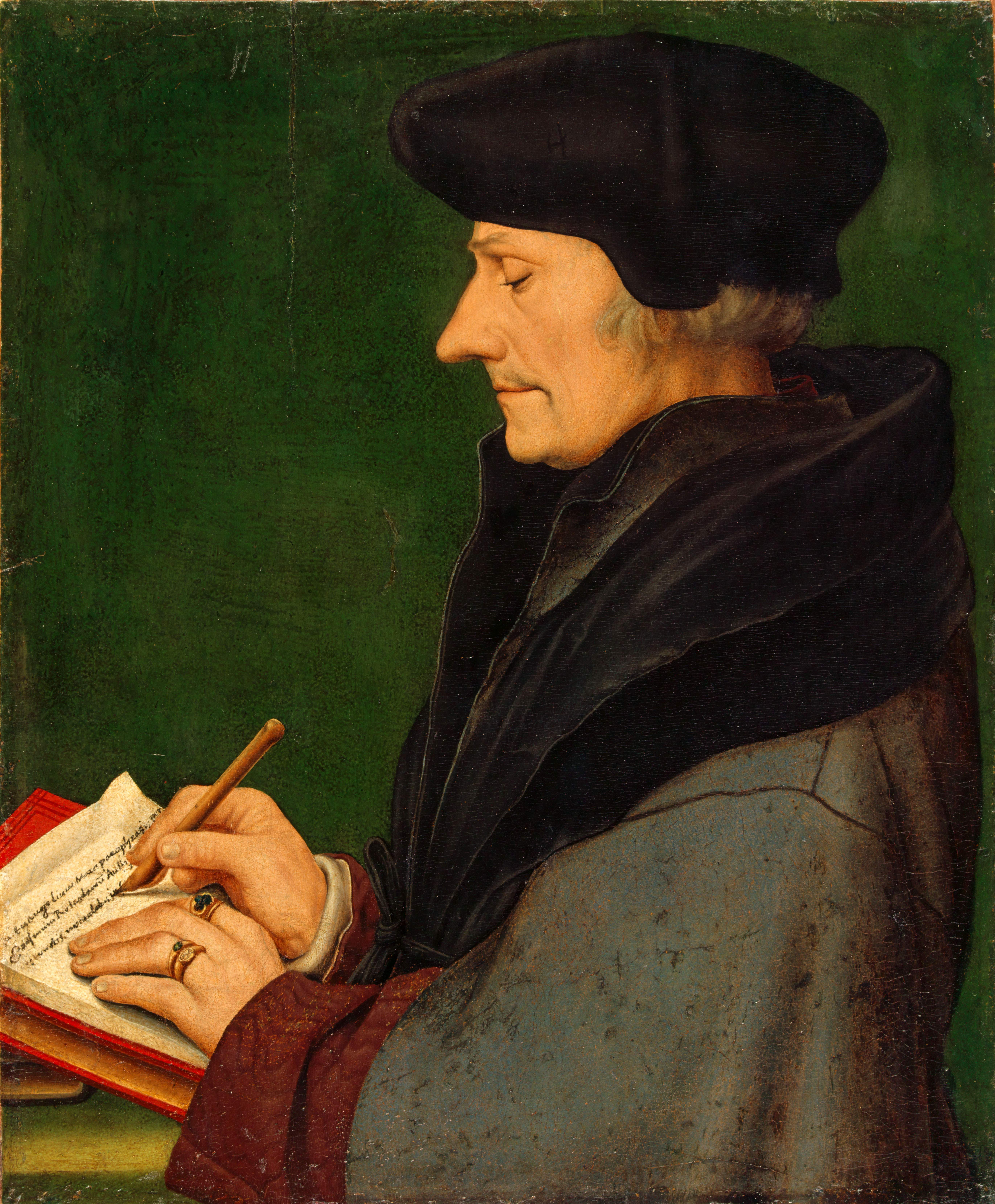
Érasme.

Au XVIe siècle, l'abbaye lutte contre les troubles intérieurs du pays en patriote et en défendant les droits de son ordre de rattachement. Dans la réorganisation des évêchés, elle échappe à l'incorporation en n'ayant pas d'évêque à sa tête comme à Tongerlo ou à Affligem.
L'abbaye de Parc échappe au vandalisme des iconoclastes mais les chanoines sont continuellement troublés par des bandes qui ravagent le pays. Les religieux doivent quitter leur monastère et se réfugier à Louvain pendant huit ans. L'abbé lui-même, fidèle au pays et n'épousant nullement les idées du prince d'Orange, s'exile à Liège. La communauté réintègre son couvent après la délivrance de Bruxelles par Alexandre Farnèse mais les déprédations continuent, l'abbaye ayant failli être complètement incendiée. Après ces temps malheureux, la pauvreté règne à l'abbaye de Parc.
Sur un plan culturel, Érasme rend visite à l'abbaye et découvre, en 1504, le manuscrit des annotations au Nouveau Testament de Lorenzo Valla.

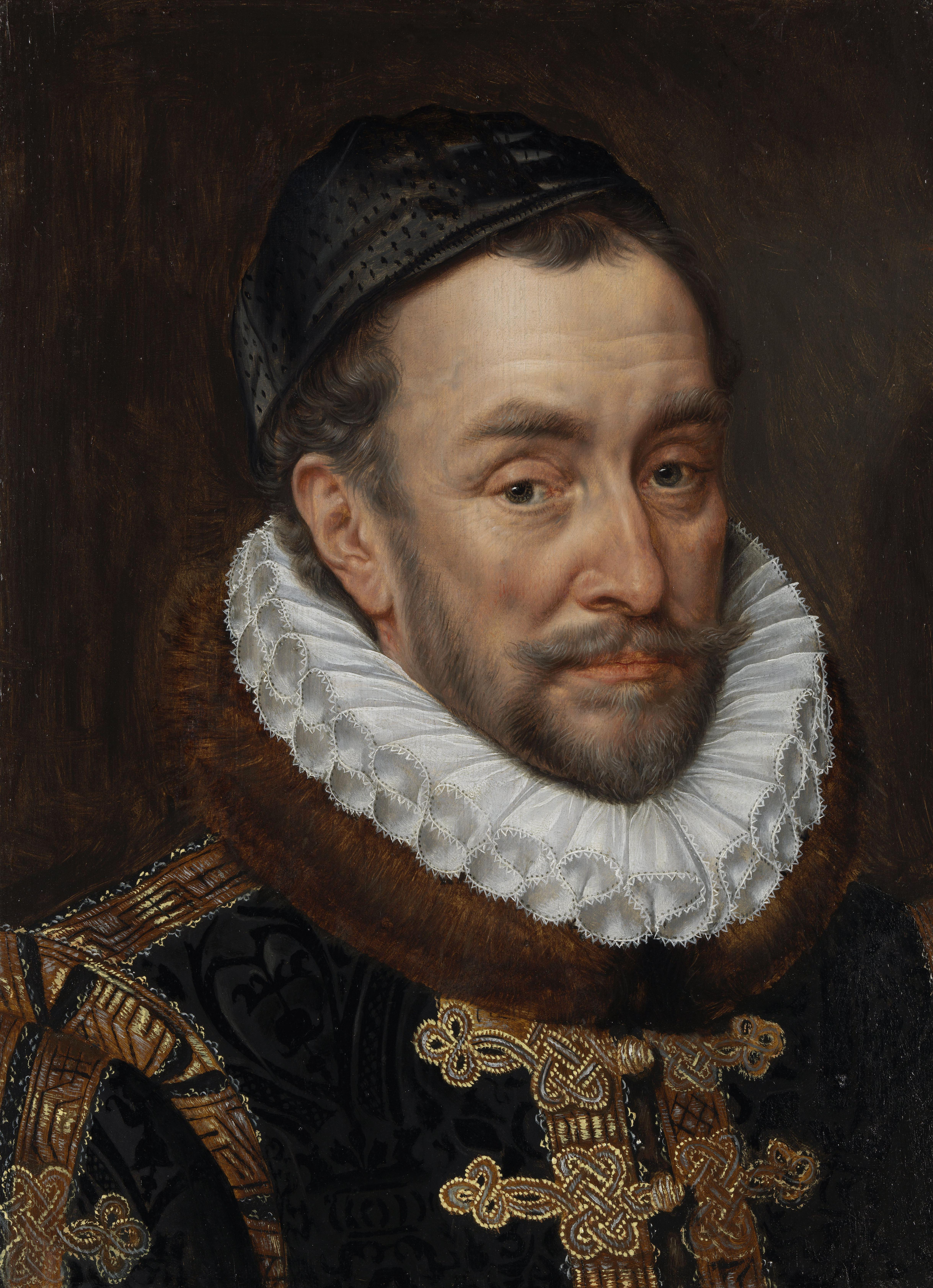
Le prince Guillaume Ier d'Orange-Nassau.
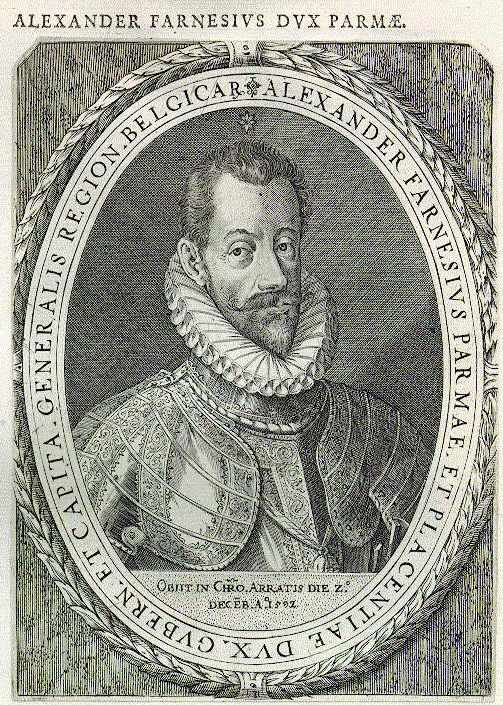
Alexandre Farnèse.

### XVIIesiècle: retour d'une certaine prospérité

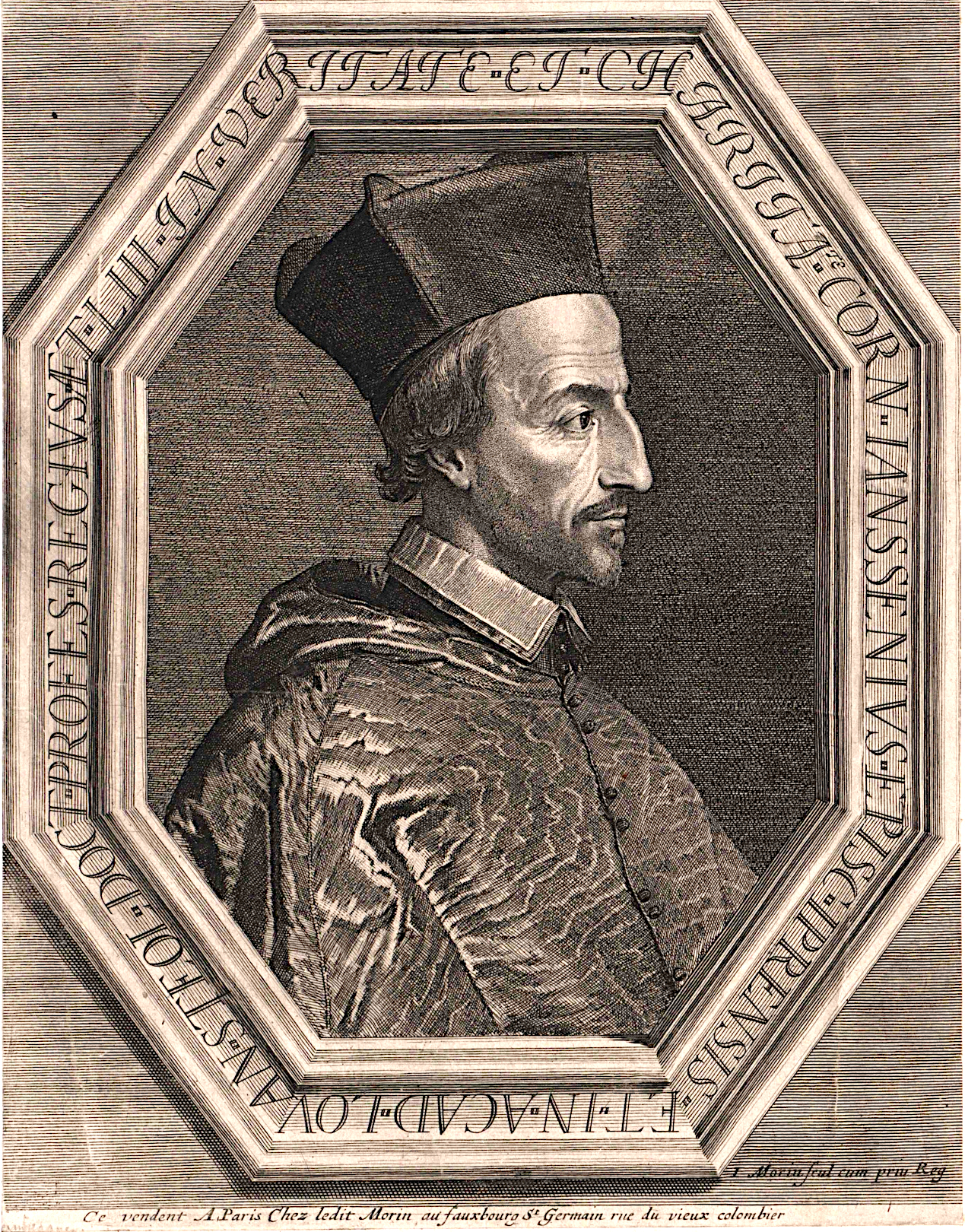
Cornelius Jansen, le « père » du jansénisme.

Les guerres de Religion terminées, l'abbaye retrouve une certaine prospérité au XVIIe siècle. Les archiducs remettent à l'honneur la dignité d'archichapelain et de confesseur perpétuel de l'abbé de Parc, lui permettant de célébrer lors des grandes festivités. En outre, l'abbaye de Parc est citée en exemple dans le domaine des études et de la discipline religieuse.
Toutefois, les guerres de Louis XIV et le séjour de Guillaume III à l'abbaye ont perturbé quelque peu son bon fonctionnement.

C'est véritablement un siècle d'évolution et de progrès, hormis, selon J.E. Jansen, le point noir qu'est le Jansénisme, doctrine qui s'est répandue en Belgique et parmi les professeurs de l'université de Louvain.

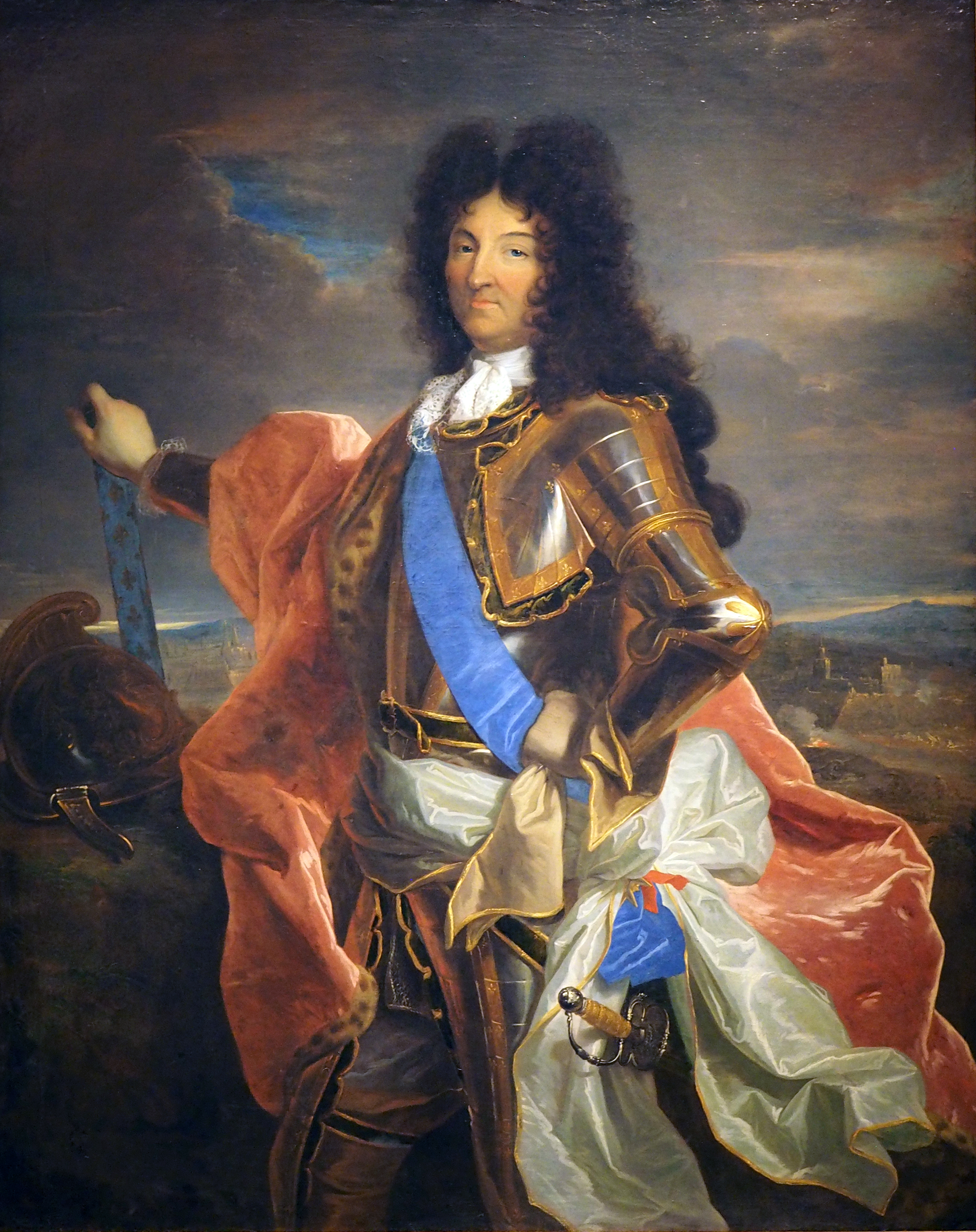
Louis XIV de France.
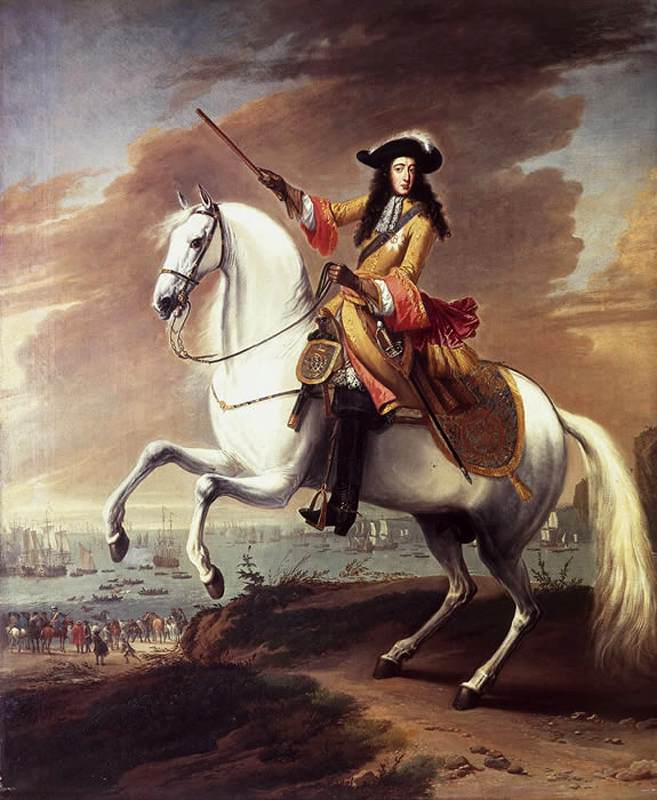
Guillaume III d'Angleterre.

### XVIIIesiècle: période de calme relatif avant 1789

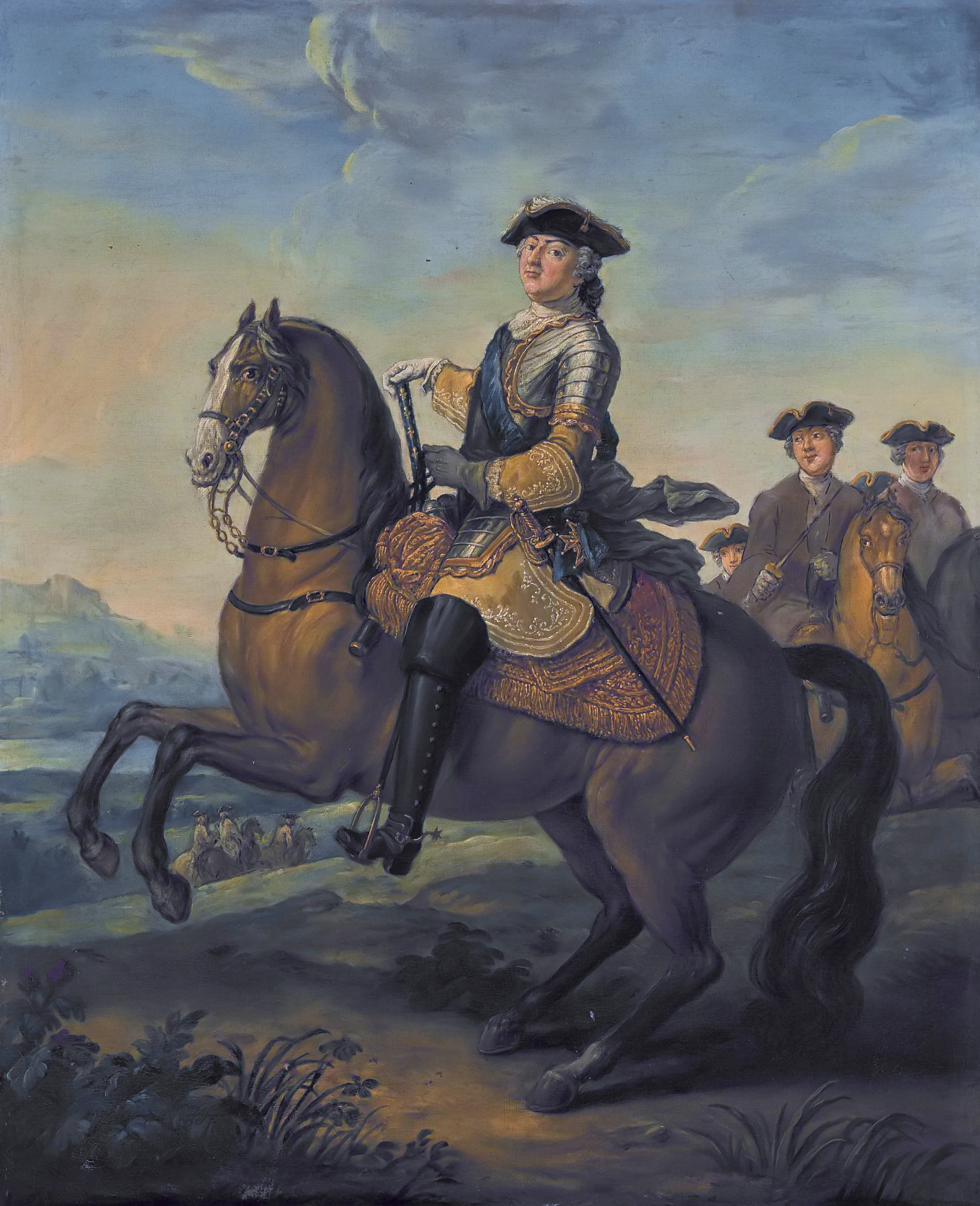
Louis XV de France.

Le XVIIIe siècle est une période plus calme pour l'abbaye, plus intérieure, période qui lui permet de mener des études plus approfondies. Cependant, les campagnes de Louis XV ne sont guère favorables à une grande activité.

### 1789-1830: fermeture, suppression et restauration
La fin du XVIIIe siècle est dramatique pour l'abbaye de Parc. Le 4 mars 1789, le monastère est fermé par les troupes de Joseph II, car les chanoines refusent d'envoyer leurs étudiants au séminaire théologique — selon les principes joséphistes — ouvert par l'empereur à Louvain. Revenus en 1791, les religieux sont à nouveau chassés en 1793, cette fois par le pouvoir révolutionnaire français. En 1797, le général Jean-Baptiste Jourdan et son armée de Sambre-et-Meuse, ayant permis à la France d'annexer la Belgique, fait de l'abbaye son quartier général.
Le désastre n'est pas total cependant, car la communauté de Parc a confié une bonne partie de ses trésors artistiques et religieux à des amis en Allemagne, Hollande et chez des particuliers à Bruxelles. De plus, contrairement à beaucoup d’autres abbayes, Parc traverse la période révolutionnaire française sans dégât majeur. Les bâtiments sont épargnés car immédiatement rachetés (en 1797) par un ami sollicité par les chanoines. Les religieux, qui sont encore une soixantaine, sont dispersés dans les paroisses qu'ils desservaient, ou rentrent dans leur famille.
De 1797 à 1834, l'abbaye de Parc n'existe pas officiellement. En fait, dès 1802, quelques chanoines se risquent à un retour. En 1828, pour survivre, ils sont contraints de vendre des biens immobiliers (brasserie, forge et moulin), du mobilier (stalles, vitraux et cloître) et des livres de la bibliothèque.
Avec l'indépendance de la Belgique de 1830 et la liberté religieuse garantie par la constitution du jeune pays, l'abbaye peut revivre. Les bâtiments sont rendus aux Prémontrés et, le 24 juin 1834, dix religieux, tous curés dans des paroisses des alentours, reprennent la vie conventuelle.

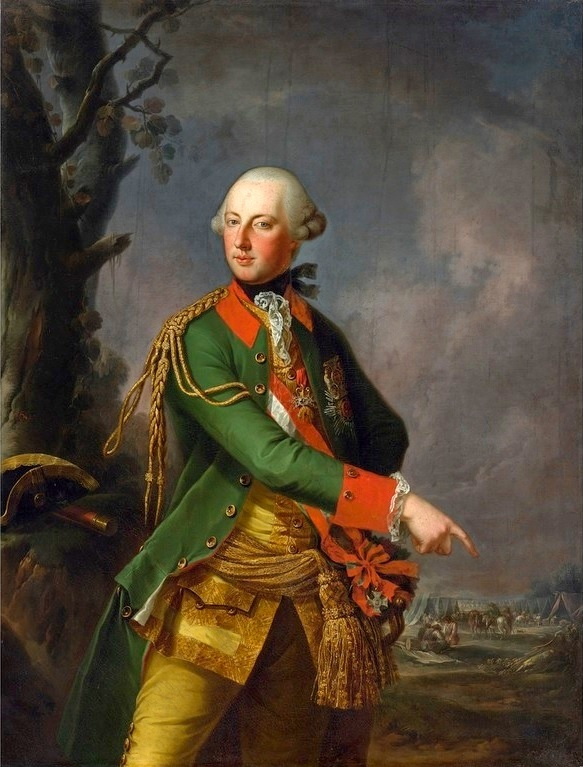
L'archiduc Joseph II de Habsbourg.
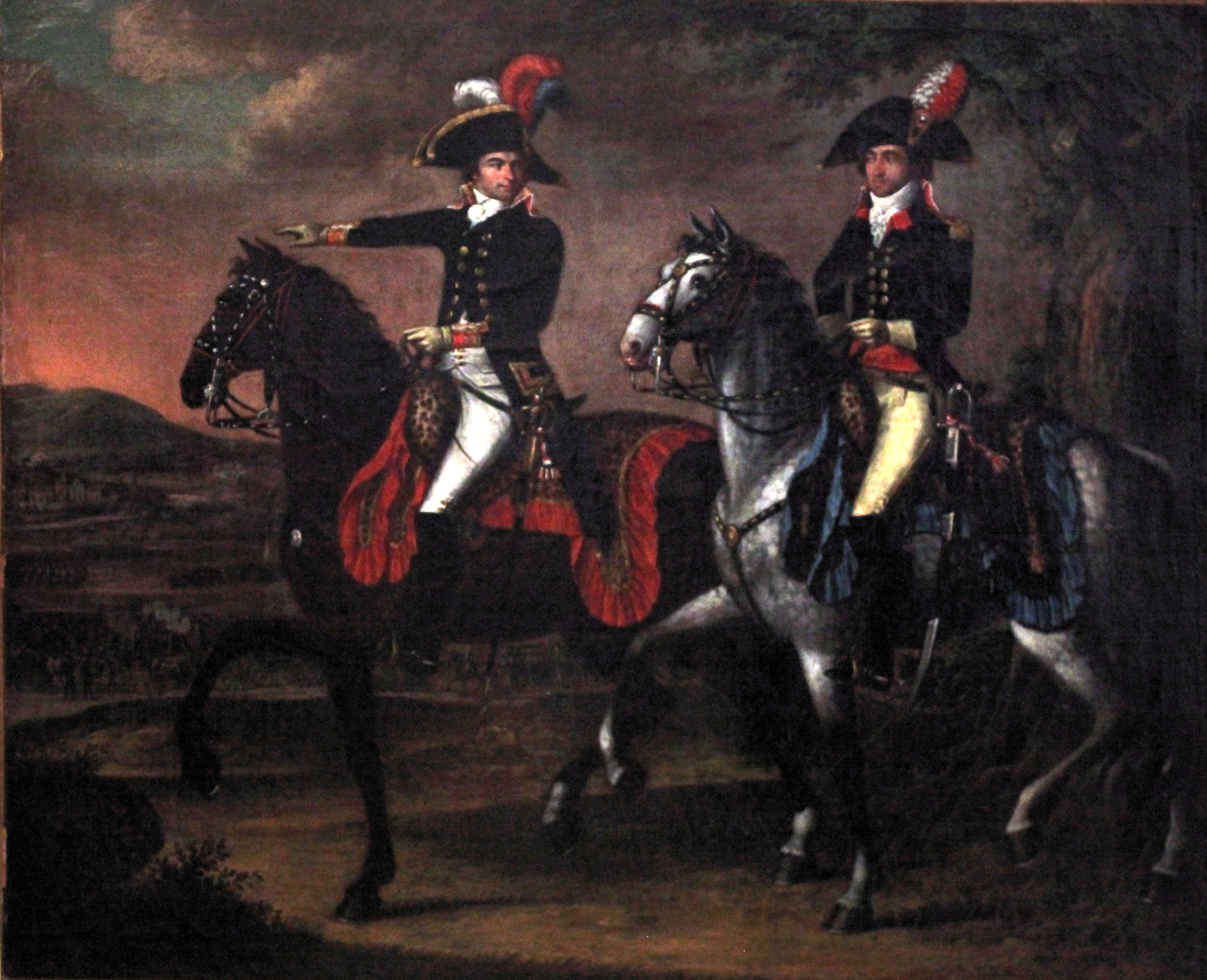
Le général français Jean-Baptiste Jourdan.

### XIXesiècle: renaissance et mouvement missionnaire

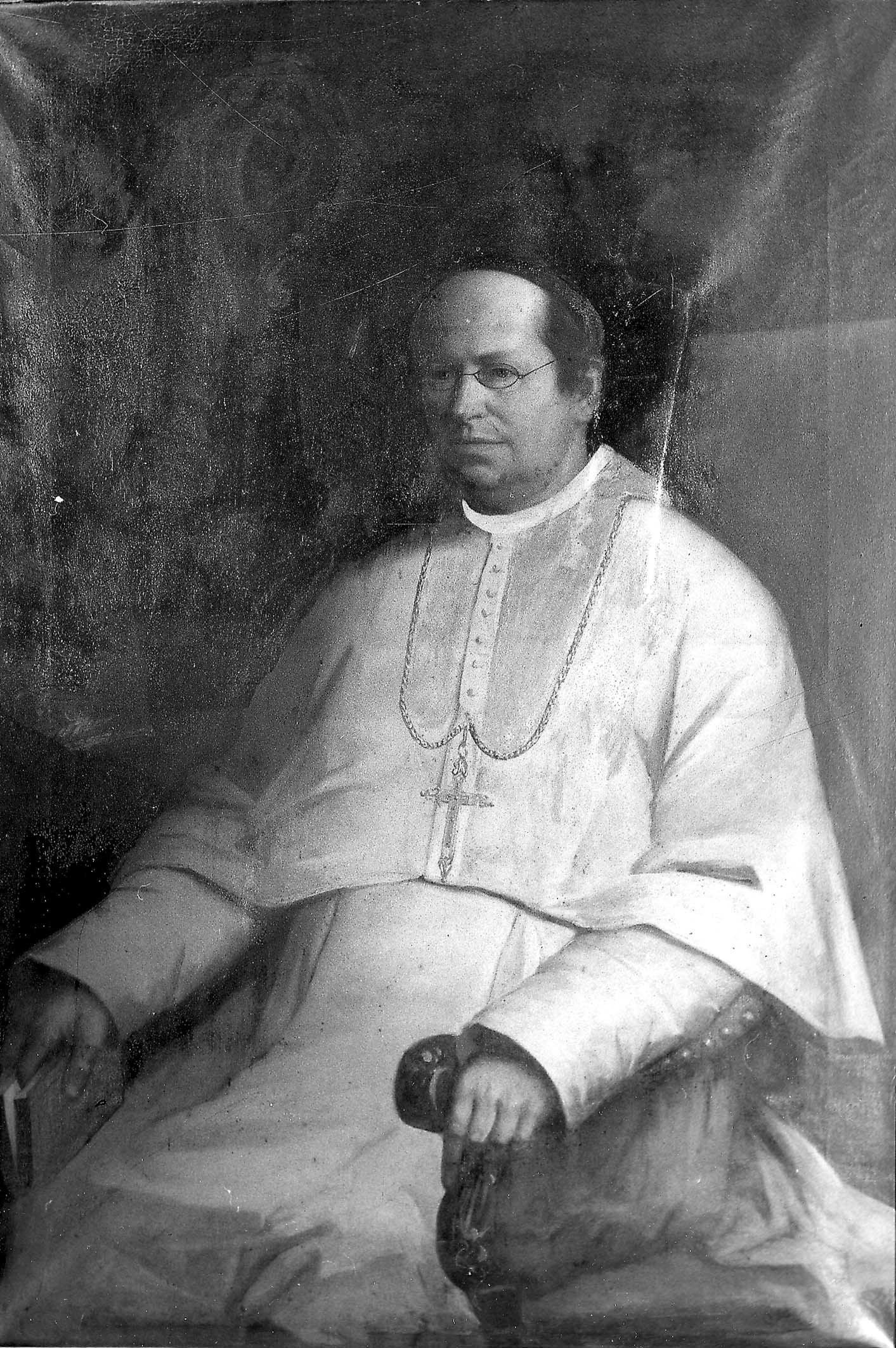
L'abbé Alois Jacques Franck.

En 1872, la dignité abbatiale est rétablie avec la consécration, à l'abbaye de Grimbergen, d'Alois Jacques Franck comme abbé de Parc. L'abbaye participe au mouvement missionnaire du XIXe siècle. Une mission est ouverte au Brésil en 1894. François Versteylen, abbé de 1887 à 1897, en est l'initiateur.

### XXesiècle: référence dans les domaines religieux et patrimonial
L'abbé Quirin Gilles Nols succède à l'abbé François de Paule Adrien Versteylen et dirige l'abbaye durant près de 40 ans, entre 1897 et 1936. Trois revues sont publiées et une école est ouverte pour les enfants d'Heverlee. Située à proximité de l'université de Louvain, l'abbaye est encore un haut lieu de la culture religieuse. En 1929, les religieux forment une communauté de 47 membres. Sa bibliothèque travaille en liaison avec l'université. L'église est devenue paroissiale.
Une association des « Amis de l'abbaye », fondée en 1929, contribue à la découverte de son patrimoine, à l'entretien des jardins et au soutien de son rayonnement.

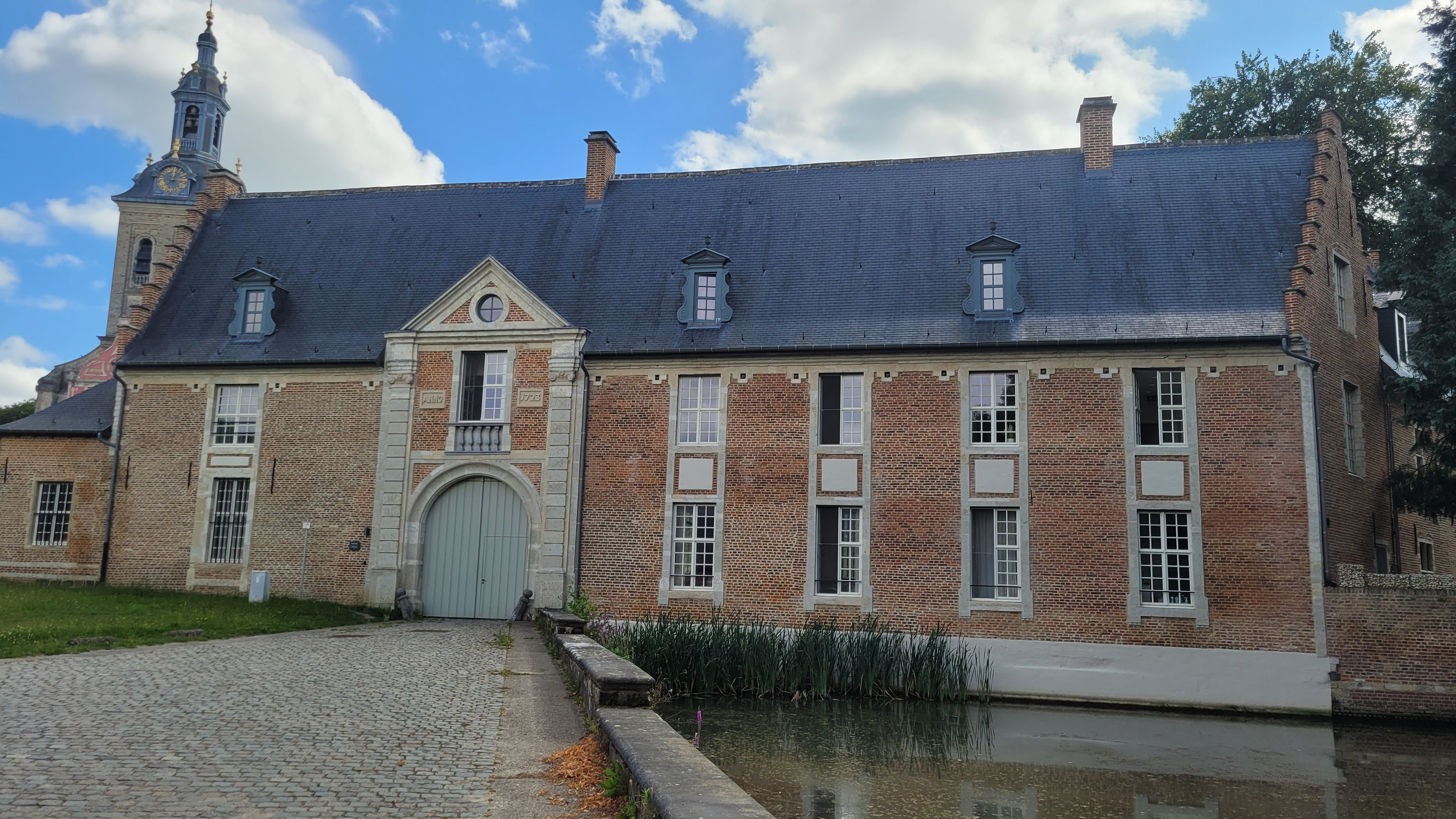
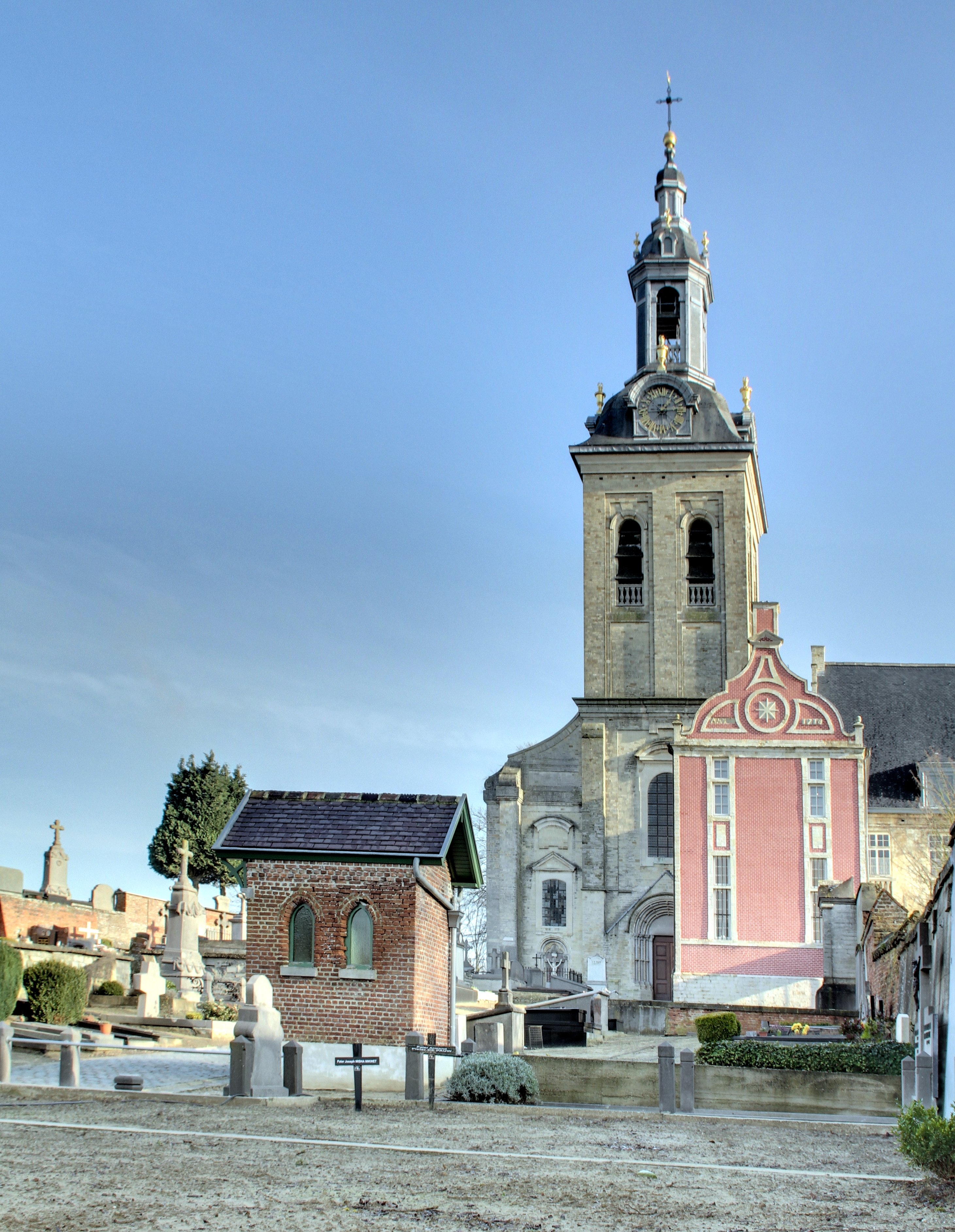
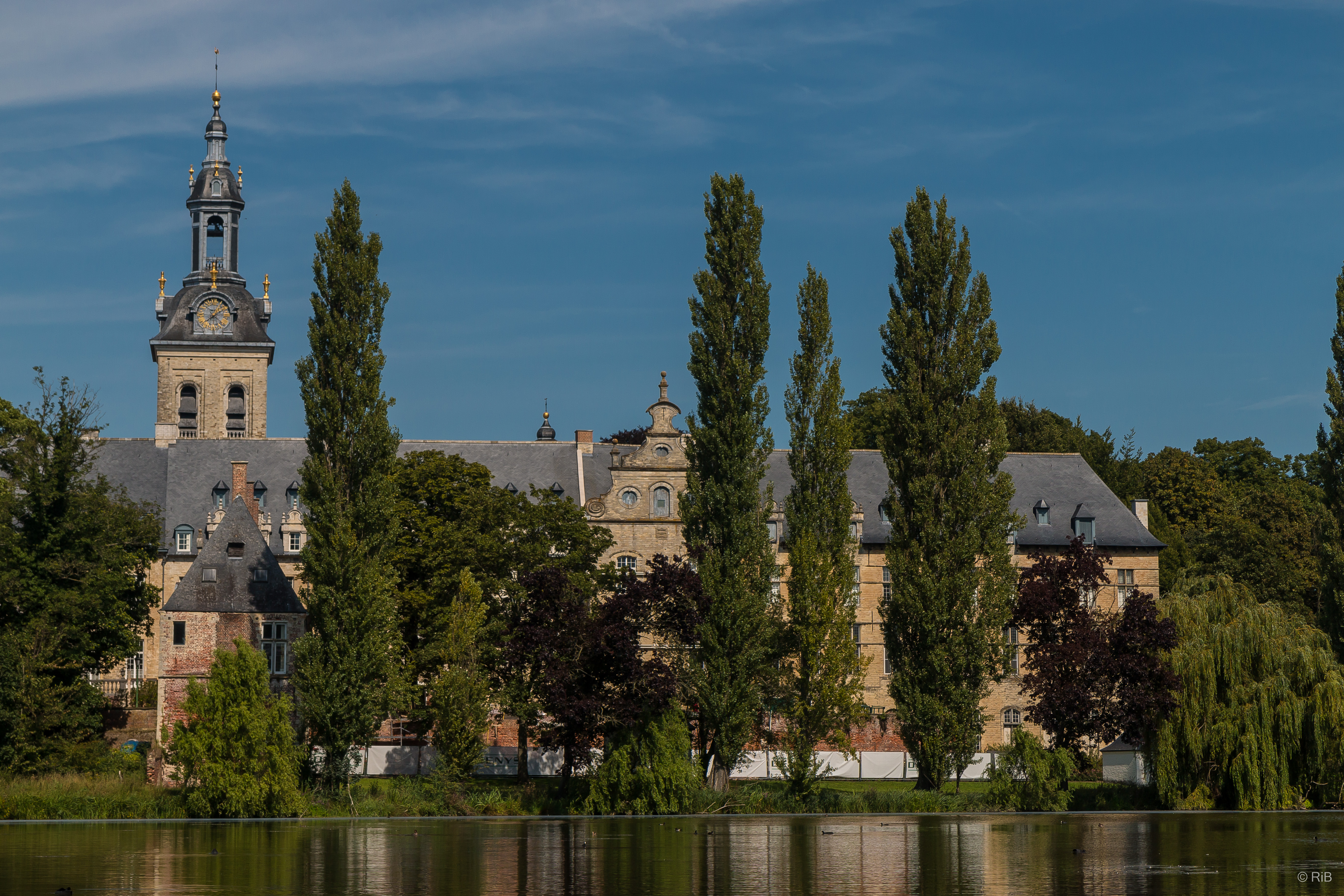
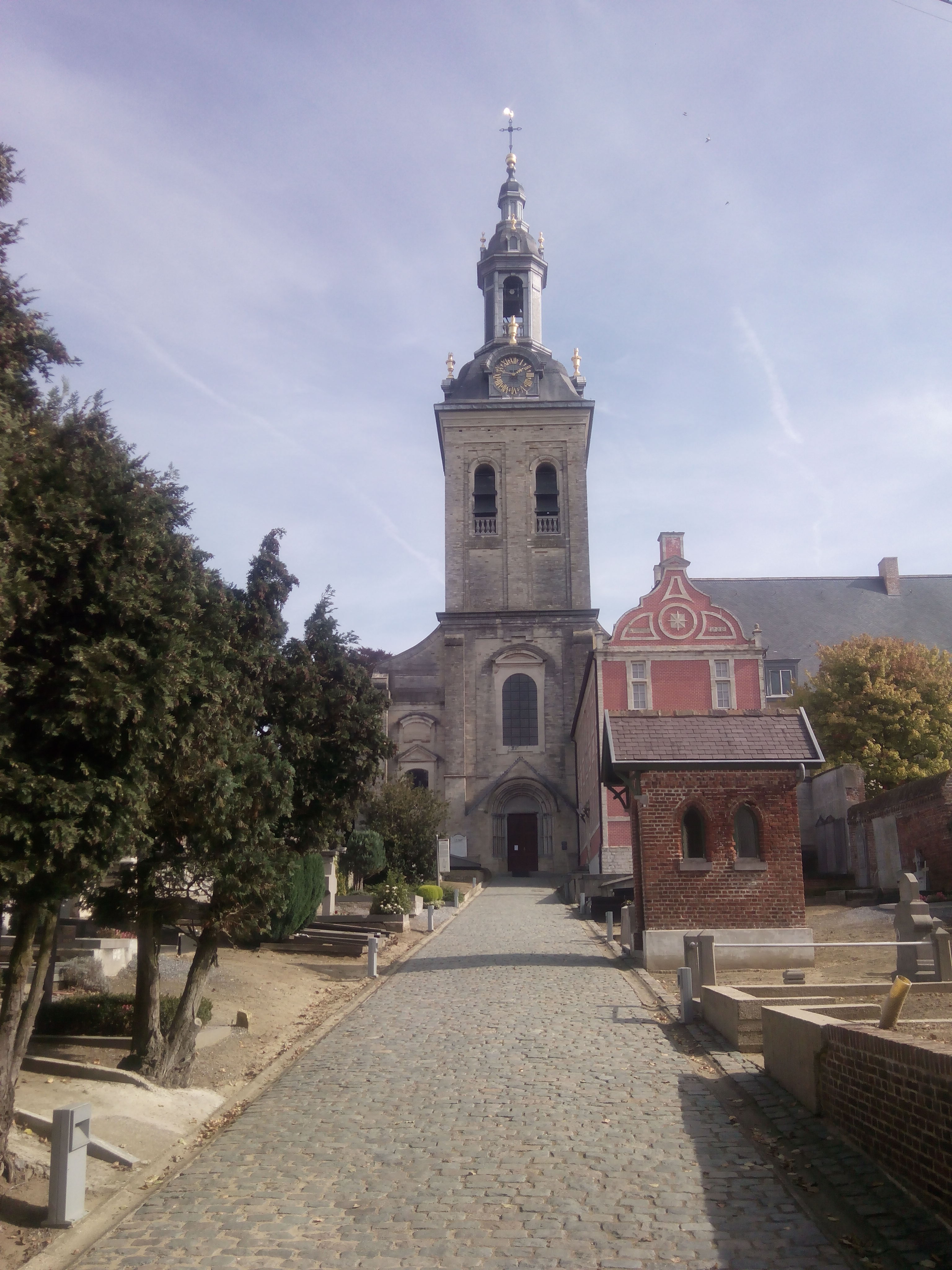
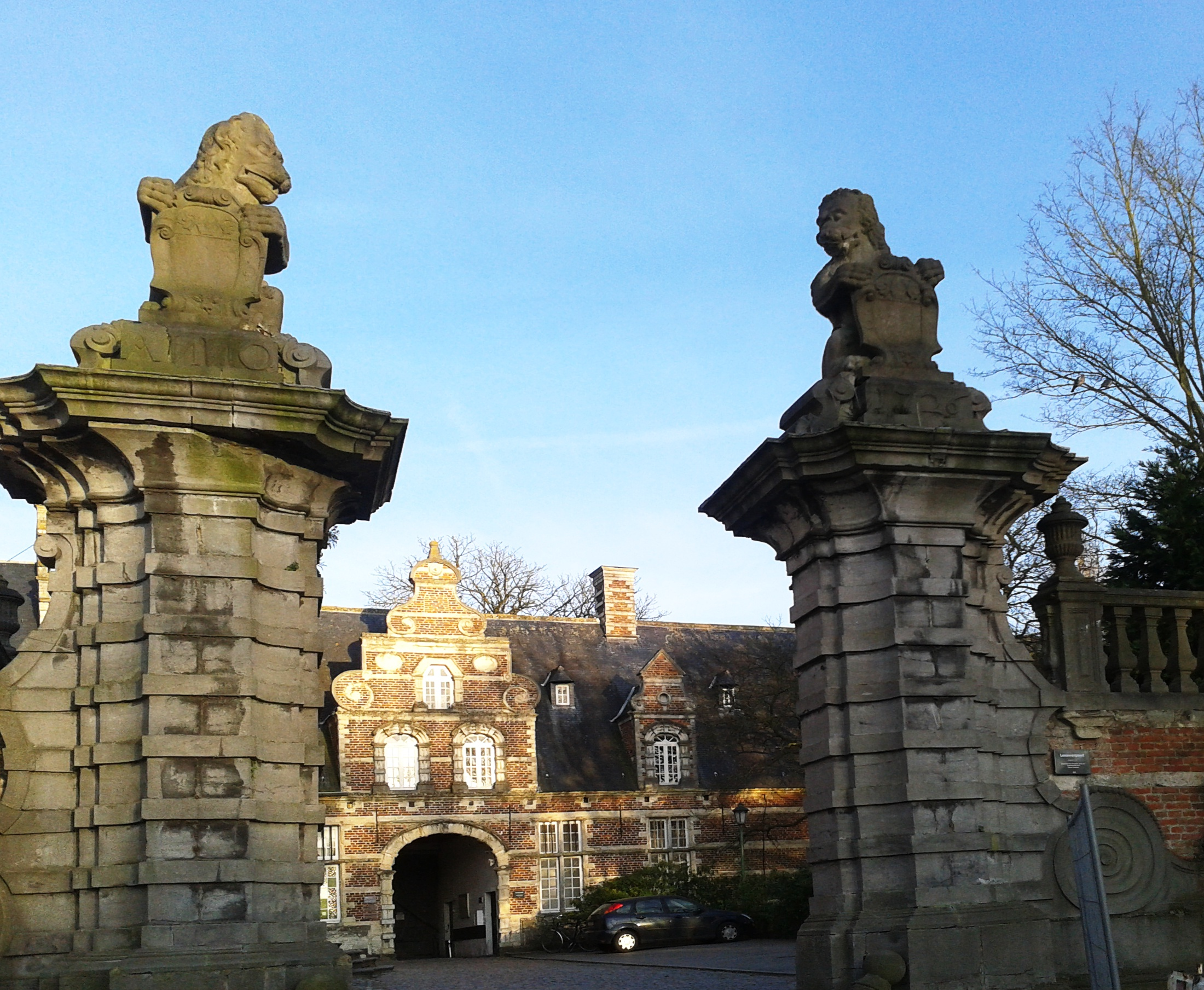
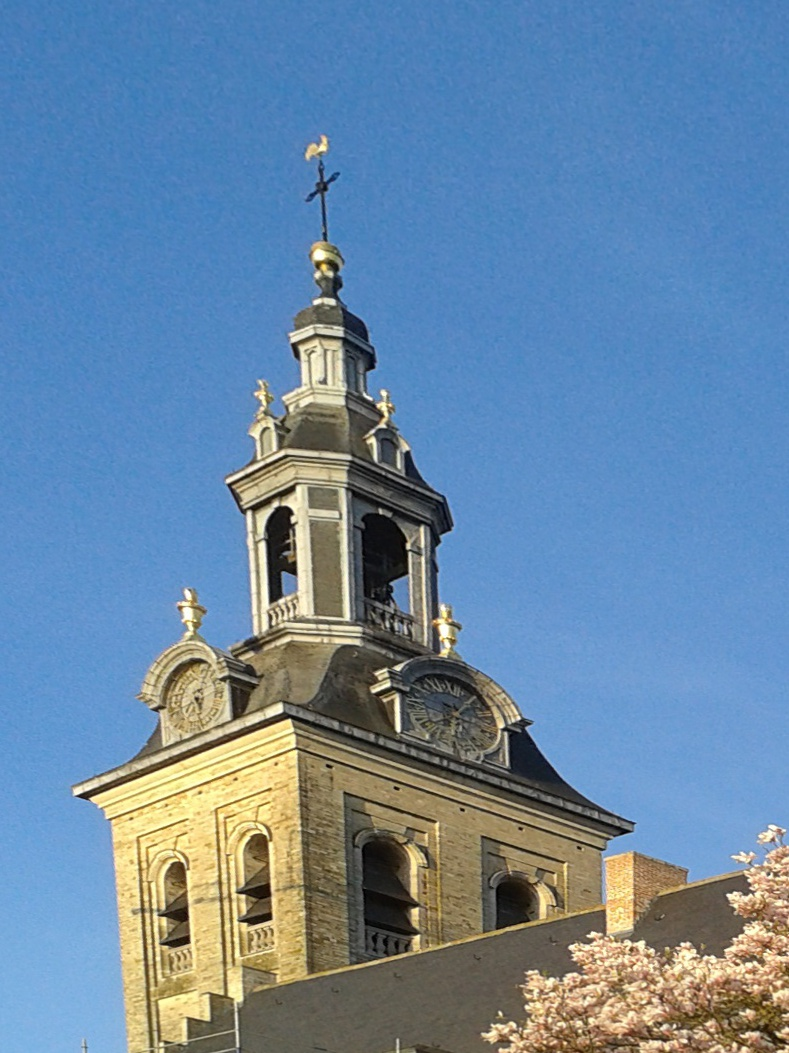
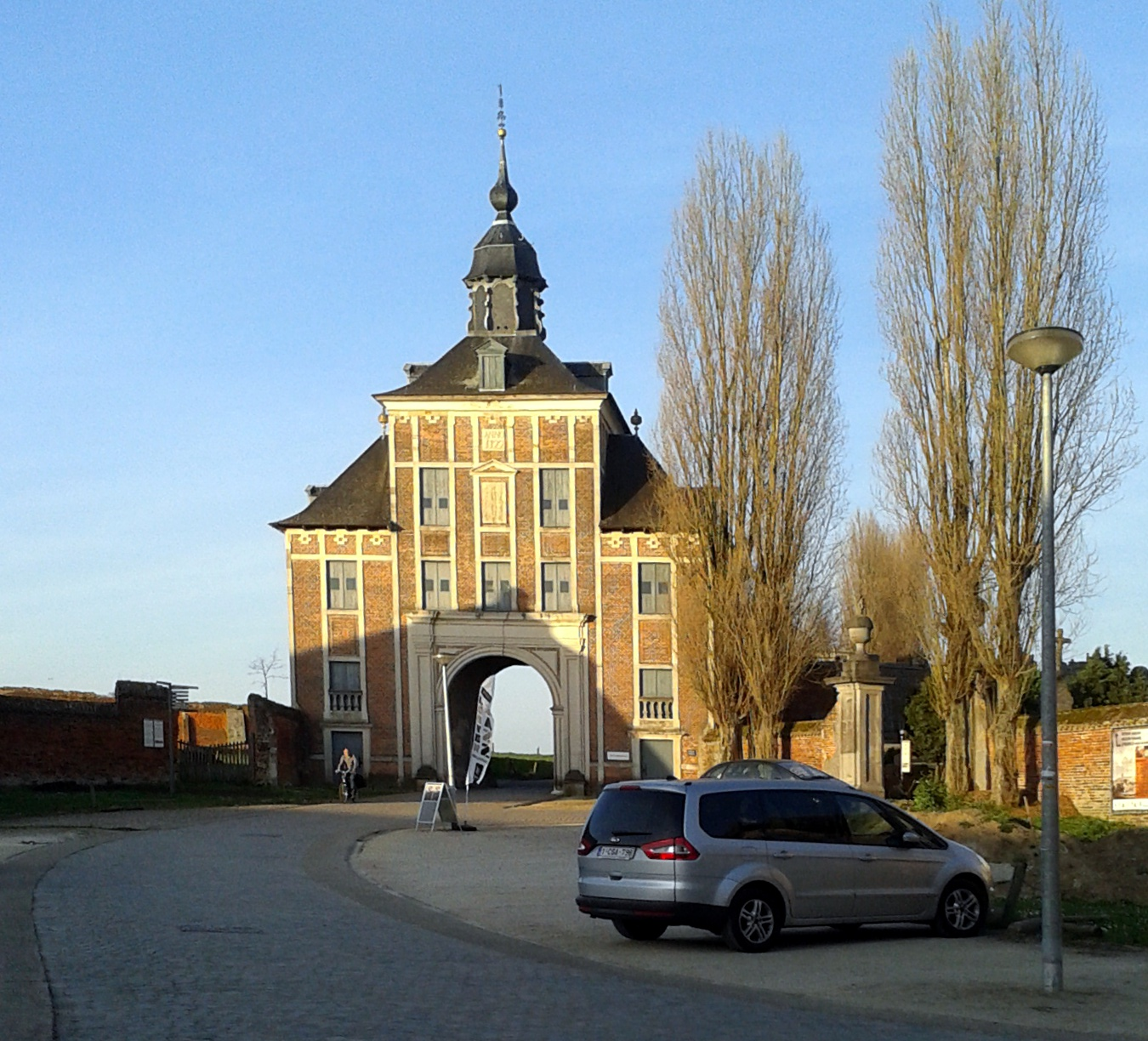
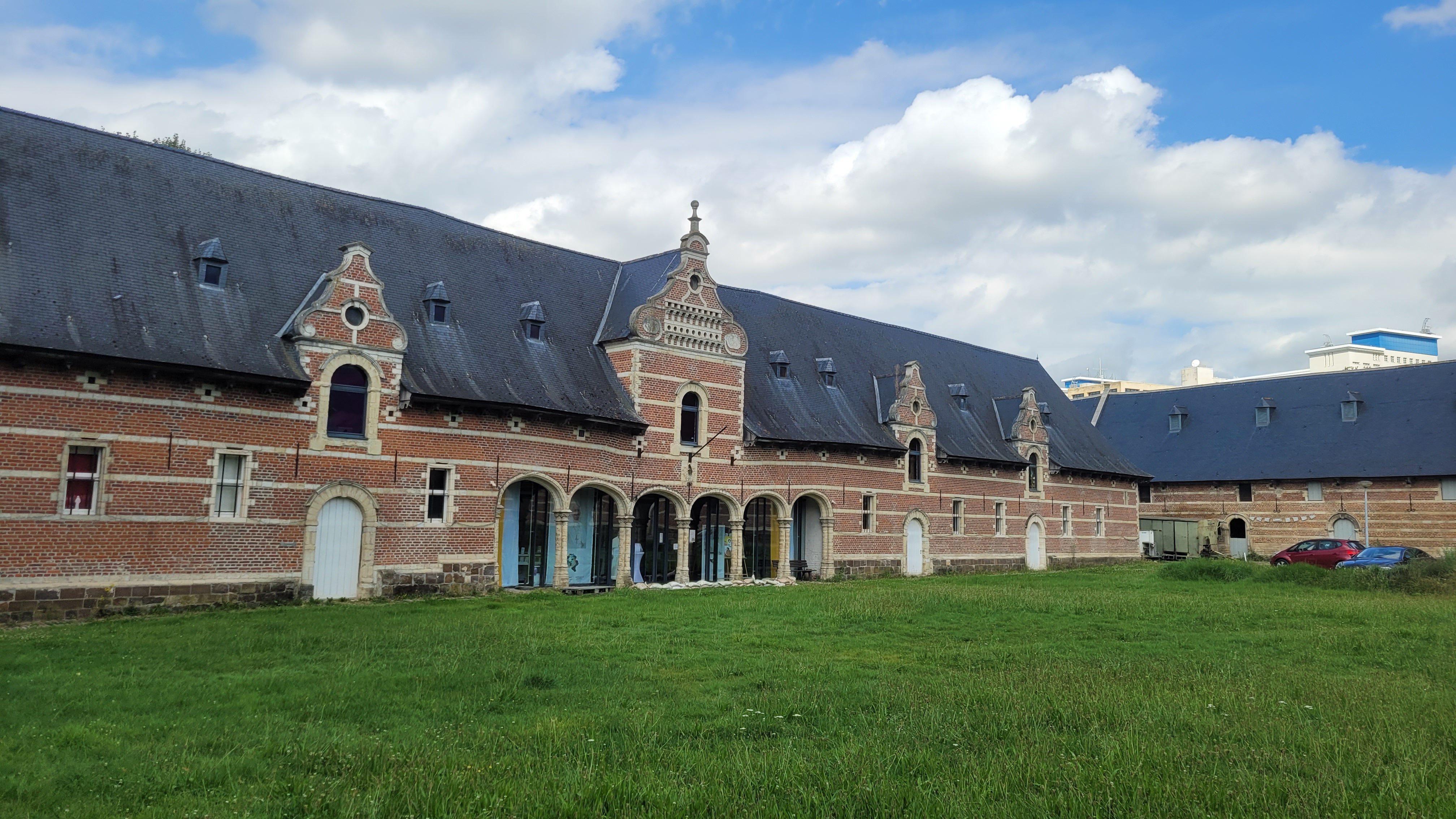

En 2007, l'œuvre Aide à l'Église en détresse fondée par Werenfried van Straaten, moine de l'abbaye de Tongerlo, avait son siège national à l'abbaye de Parc.

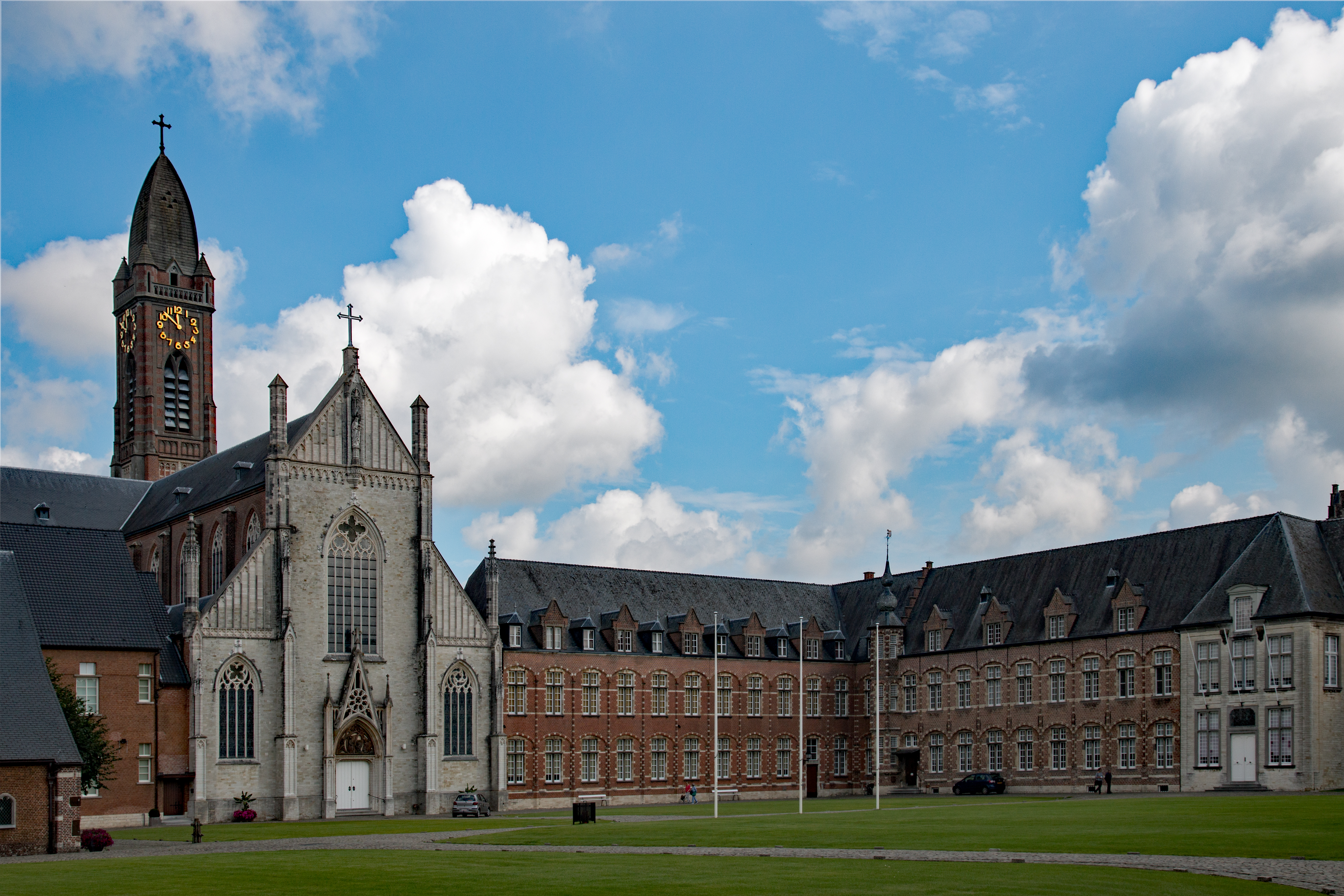
L'abbaye de Tongerlo.
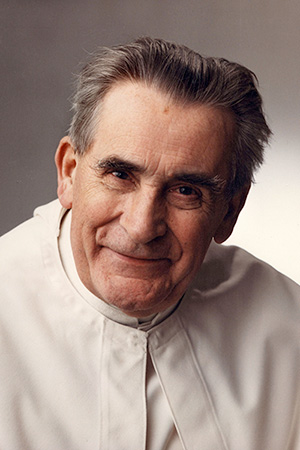
Le frère Werenfried van Straaten.

### 2012-2025: travaux de restauration

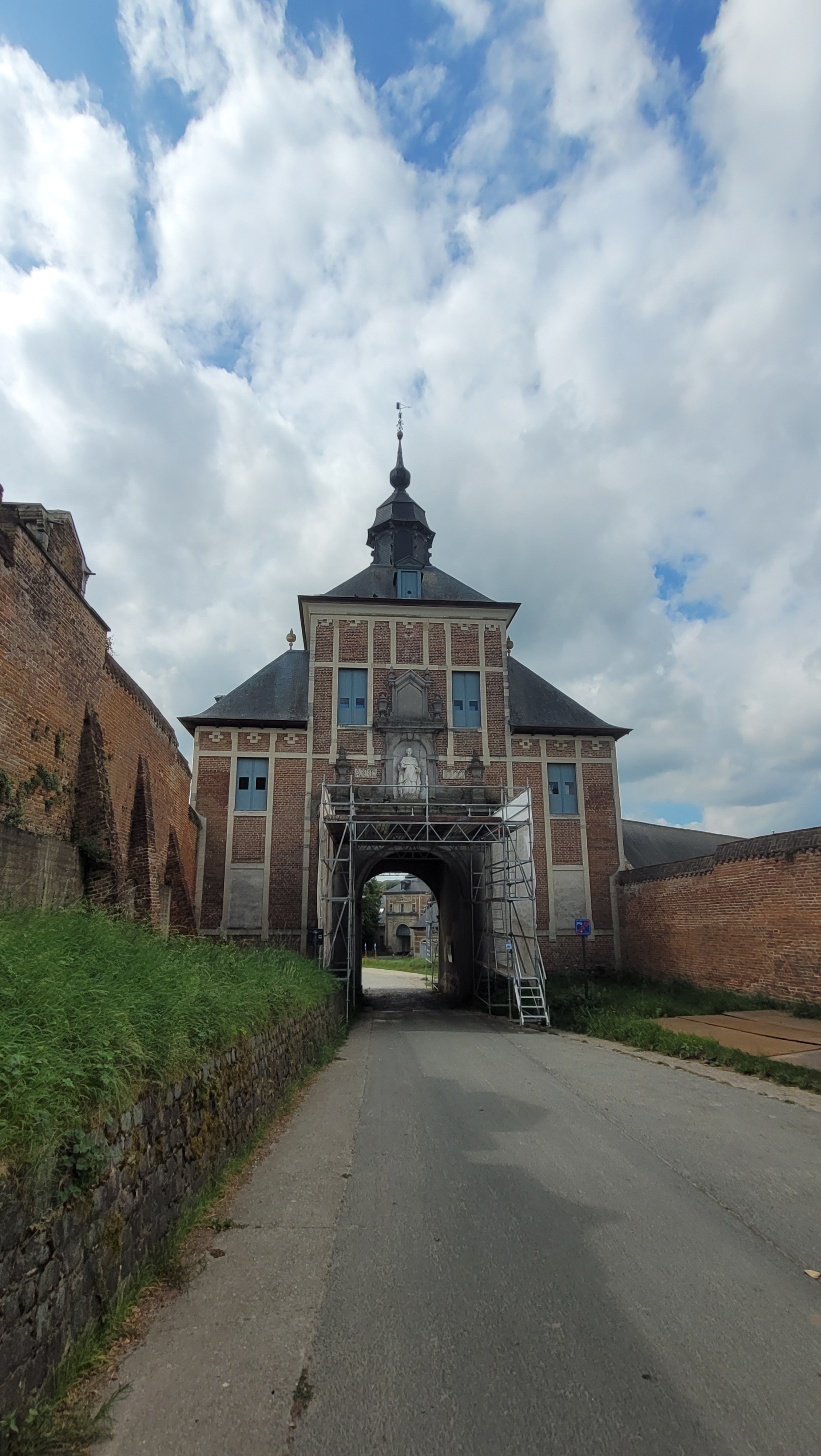
Portail Saint-Norbert en restauration.

L'abbaye est habitée depuis des siècles et des siècles par une communauté de Prémontrés, laquelle perpétue la tradition, les religieux poursuivant l'action pastorale en 2019. L'intérieur du monastère et l'apparence des bâtiments n'ont quasiment pas changé au fil des siècles. Les édifices comme la ferme, le moulin à eau, l'église et les guérites, sont restés en l'état depuis le XVIIe siècle.
L'abbaye a entrepris des travaux de restauration qui s'achèveront à l'horizon de son 900e anniversaire. Au cours de cette période, certaines parties du site ne sont plus accessibles au public, mais, en 2019, on peut encore s'appuyer sur les structures suivantes :
- un musée de l'abbaye intitulé « Musée de dialogue PARCUM » propose un patrimoine provenant d'églises, d'abbayes et de monastères[i 5] ;
- des expositions temporaires sont organisées dans le musée de l'abbaye, à la croisée des chemins de la religion, de l'art et de la culture[i 5] ;
- la ville de Louvain abrite la fondation internationale Alamire Foundation, dont le groupe de recherche est associé au département de Musicologie de l'université de Louvain[i 6]. En parallèle, la Maison de la Polyfonie, qui siège sur le site de l'abbaye, est un lieu de rencontre destiné aux chercheurs et musiciens, qui s'attachent à proposer au public la polyphonie et le répertoire grégorien[i 6] ;
- le moulin de l'abbaye désormais restauré, situé à côté des étangs de l'abbaye de Parc, abrite la brasserie De Abdijmolen, laquelle comporte cinq salles de fête et de réunion[i 7] ;
- le projet horticole bio De Wikke, développé dans le potager de l'abbaye, a permis à des personnes rencontrant des difficultés d'insertion sur le marché du travail de cultiver des légumes d'antan de manière écologique et biologique[i 8]. Le jardin, qui est par ailleurs un jardin éducatif à destination des écoles de Louvain, est accessible en permanence aux promeneurs[i 8].

Depuis 2019, la brasserie Braxatorium Parcensis, fruit d'une collaboration entre les chanoines prémontrés, le brasseur Joris Brams et l'entreprise belge BW Procestechniek, est lancée dans l'enceinte de l'abbaye.

## Domaine de l'abbaye

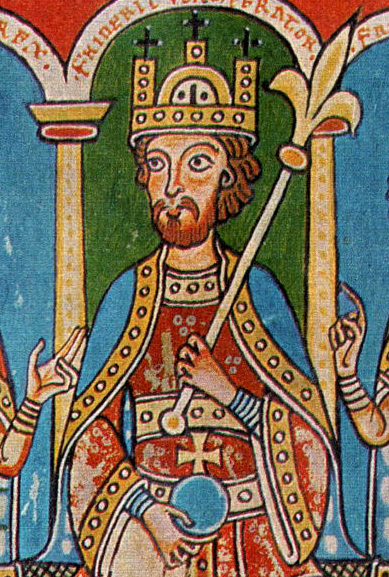
L'empereur Frédéric Barberousse.

### Possessions auXIIesiècle
Dans une charte de 1153, l'empereur Frédéric Barberousse énumère toutes les possessions de l'abbaye de Parc qu'il place sous sa tutelle.
De nombreux autres biens encore sont mis en possession sous l'abbatiat de Philippe, qu'il s'agisse de dons de terres, de dîmes, de biens allodiaux, de moulins, de bois, de manses, de droit de patronage, du droit de faire couper du bois, de concordat, d'aliénation de fermes propriétés d'autres monastères.
On peut faire état succinctement de ces mises en possession afin d'en donner une illustration concrète,.

### Acquisitions datant duXIIIesiècle

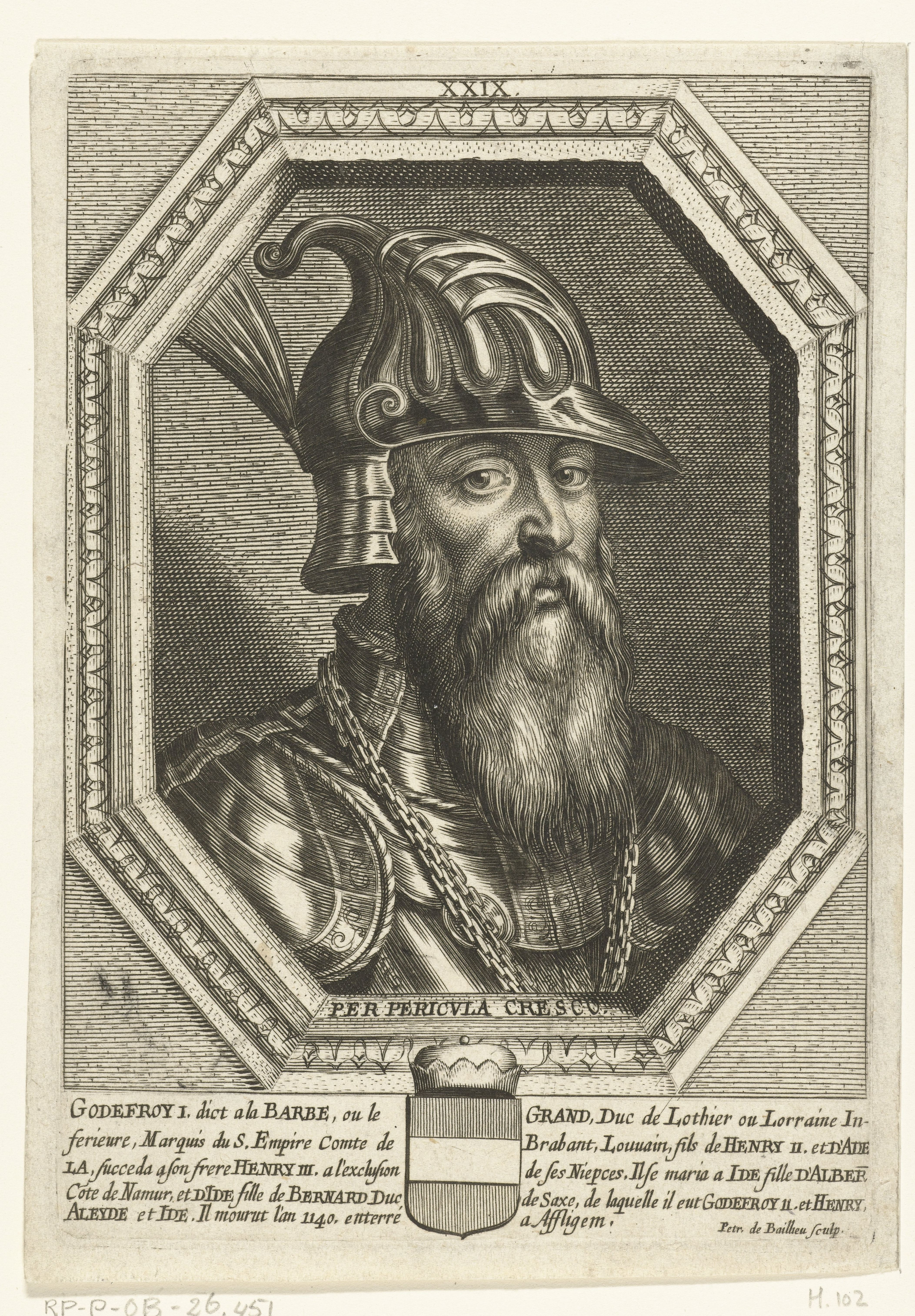
Le duc de Brabant Godefroid le Barbu.

À la fin du XIIIe siècle, le domaine comprend les donations du duc fondateur Godefroid le Barbu et de son feudataire Tiétdelin, auxquelles s'ajoutent :
- toutes les possessions de Rénier de Vossem situées à Vossem et à Humelghem, ainsi que les biens cédés par sa famille, situés à Vossem, Ophem, Woluwe, Wesenbeke et Barle en Campine ;
- l'église de Runckelen avec toutes ses dépendances ;
- un moulin donné par Gérard d'Everberg, un autre moulin donné par Gosuin d'Heverlee ;
- quatre bonniers de terres situés dans le faubourg de Louvain, quatre autres bonniers de terres situés à Scoerderbueken sous Sichem, la terre de Vinkenbosch, une partie de la forêt de Soignes ;
- les dîmes de toutes les terres défrichées ;
- deux fermes à Eegenhoven et à Léau.

La culture de vignobles à l'abbaye de Parc est mentionnée dans les chartes dès 1254 et dans les livres censaux de 1293 et de 1308.

### Domaine sous l'ancien régime

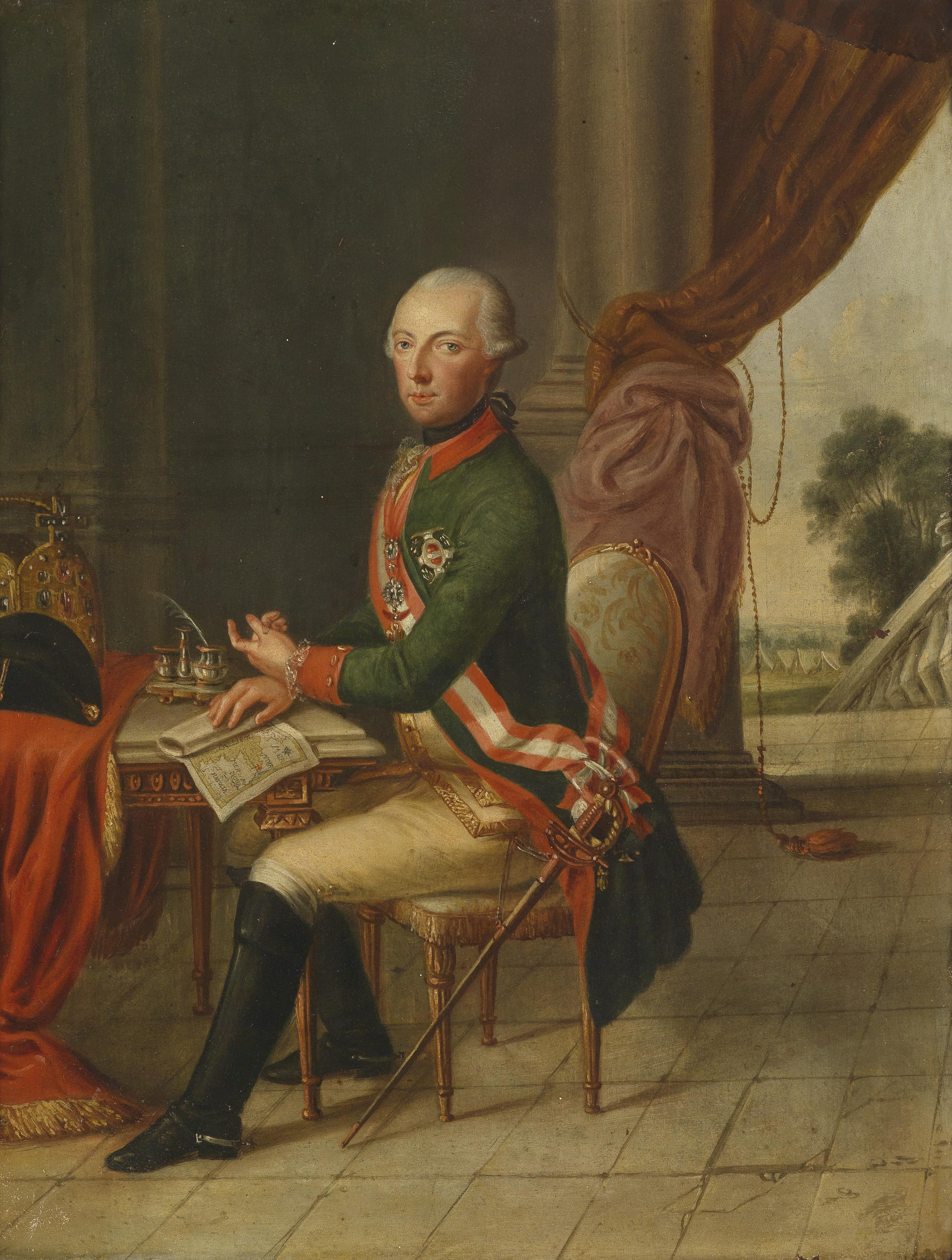
L'empereur du Saint-Empire Joseph II.

Sous l'Ancien Régime, le domaine de l'abbaye avait une superficie de 3 500 hectares, la grande partie des biens composant ce domaine ayant été acquise au début du XIIIe siècle, du temps de l'abbé Jean de Bierbeek et de ses prédécesseurs. Plus tard, en 1380, l'abbé Henri van Overbeke achète la ferme de Blanden appelée Rooi-Kapel, d'une contenance de 37 bonniers, comprenant une chapelle. Plus tard encore, au XVIIe siècle, l'abbé Jean Druys achète deux belles fermes : la ferme de Wilder, appelée aussi Wilre-Hof, située à Ruisbroeck sous Bierbeek d'une part, la ferme de la Franche Comté, à Tourinnes, grande de 60 bonniers, d'autre part.
L'abbé Libert de Pape fait faire, en 1665, le relevé de toutes les propriétés. Des géomètres, des arpenteurs et dessinateurs se mettent à l'œuvre et composent des cartes coloriées sur parchemin, dressant sur échelle le contenu des parties les plus importantes.
En 1787, sous l'administration de l'abbaye de Parc par l'abbé Simon Wouters, le receveur chanoine Melchior Nysmans soumet à l'empereur Joseph II l'état du domaine, exposé très complet des possessions au moment de la suppression de l'abbaye, c'est-à-dire un grand nombre de terres arables, des terres incultes et des terres nouvelles défrichées par les religieux.

### Patrimoine en 2018
L'abbaye de Parc est un patrimoine doté en particulier d'un domaine vert de 42 hectares dans la périphérie de Louvain.

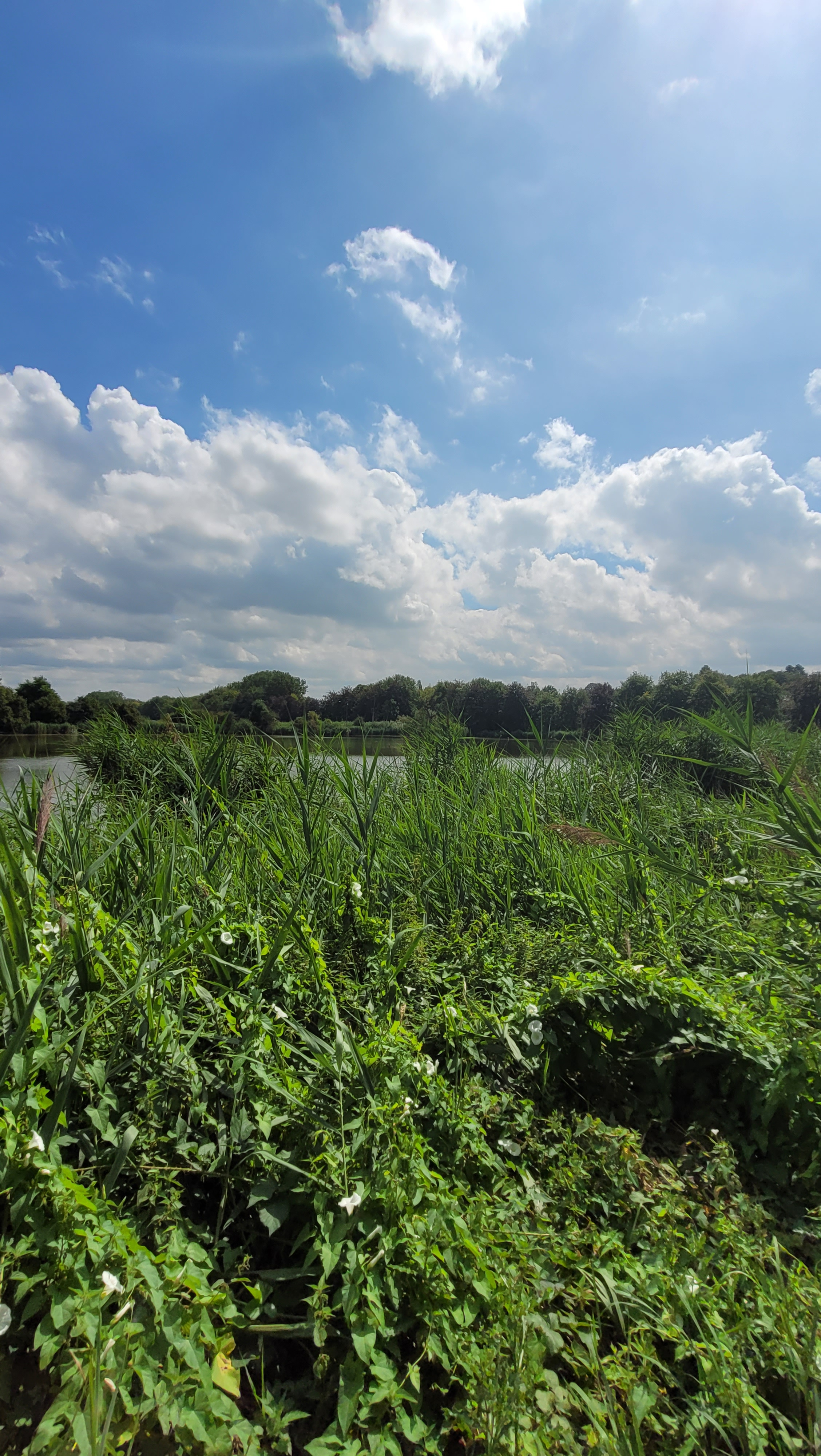
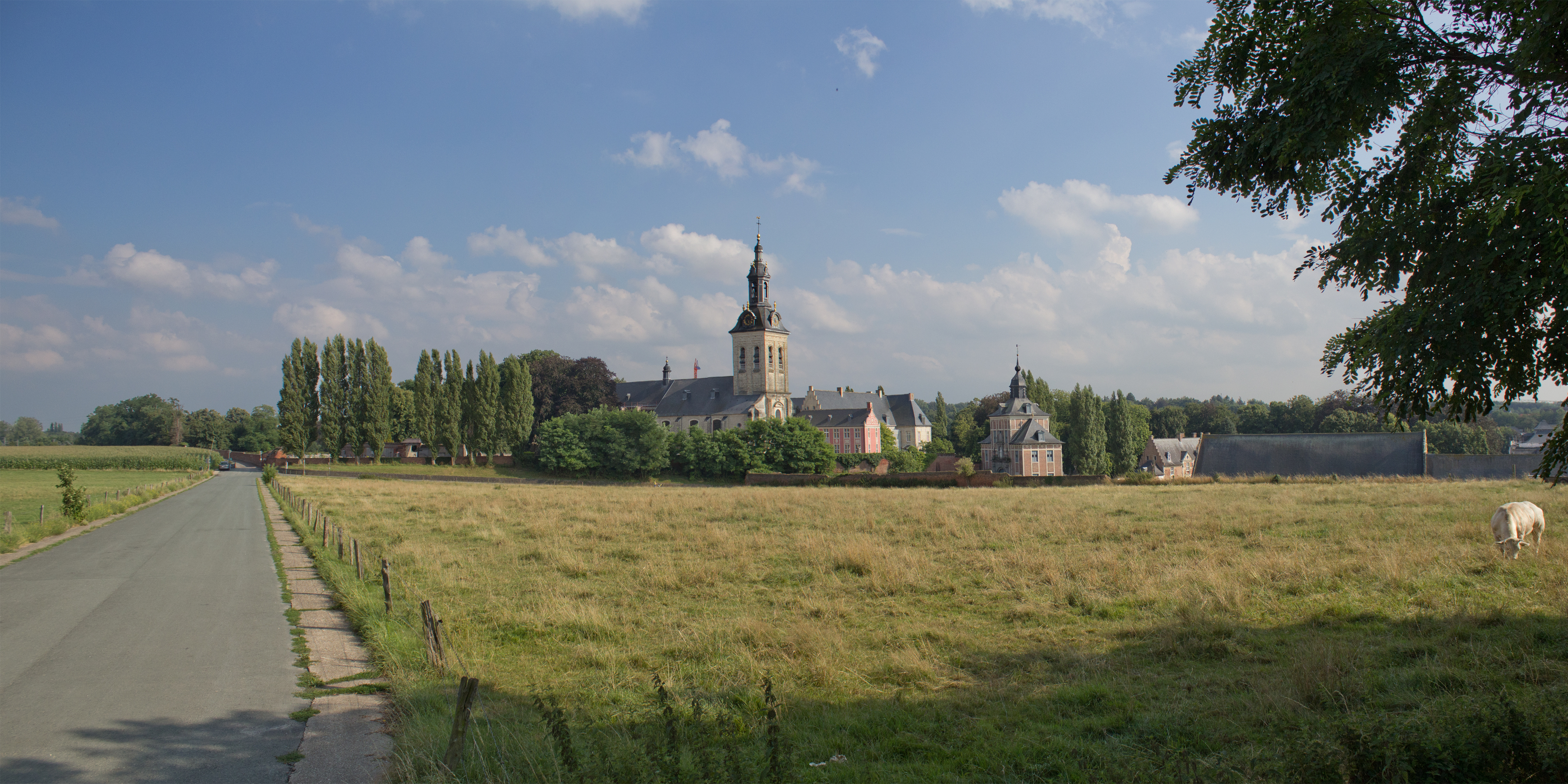
Le domaine vert de l'abbaye de Parc.
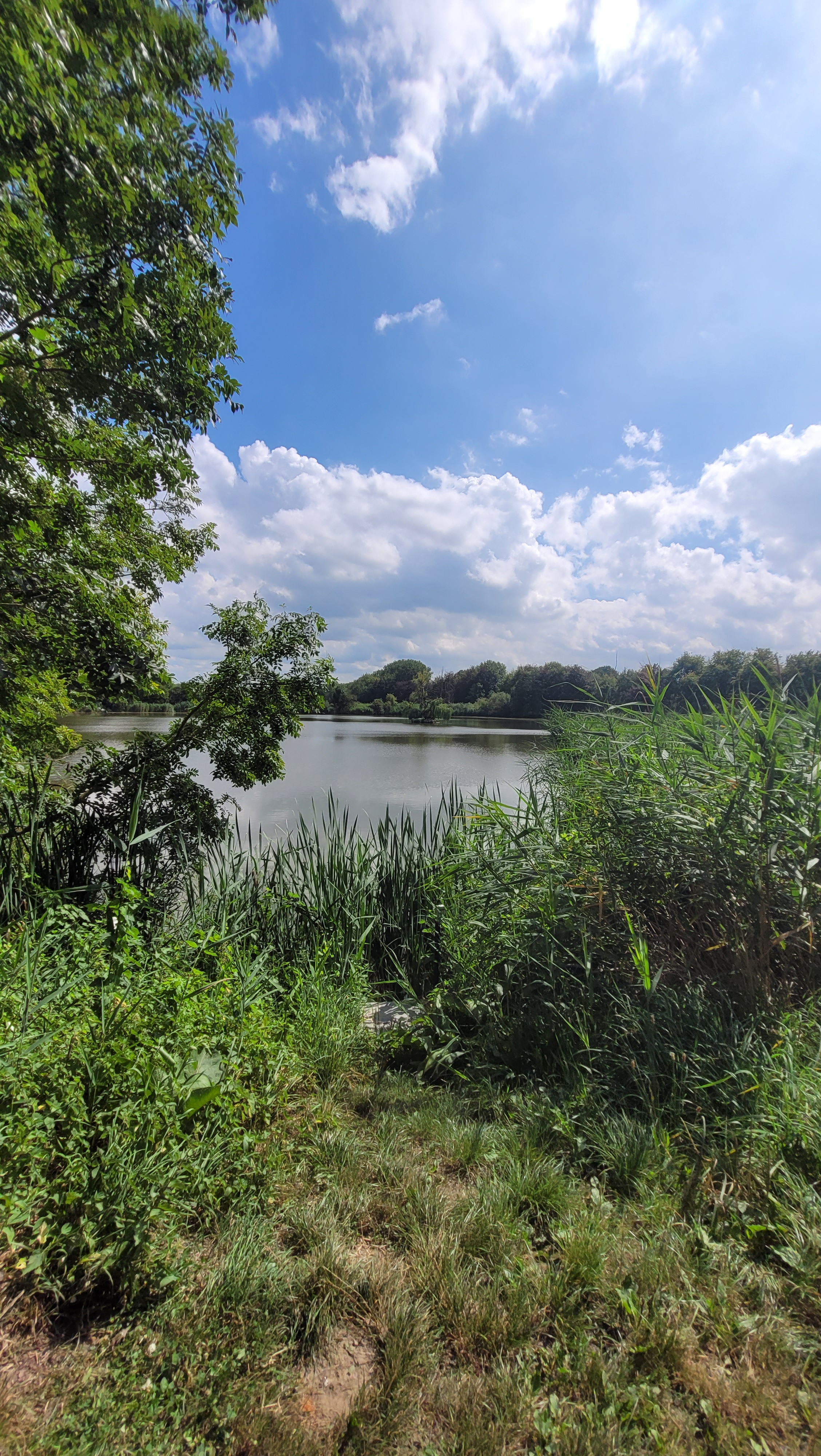
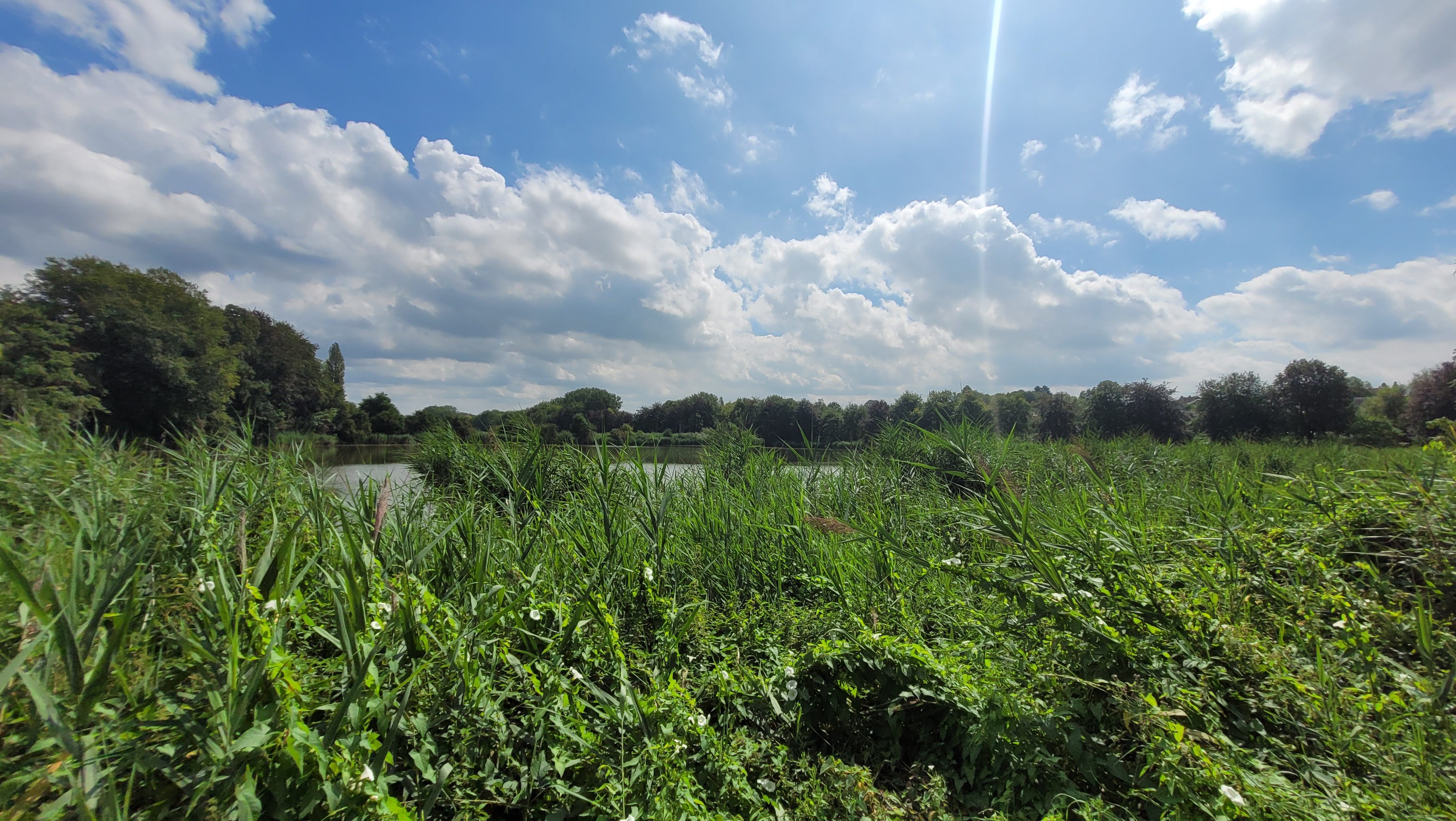
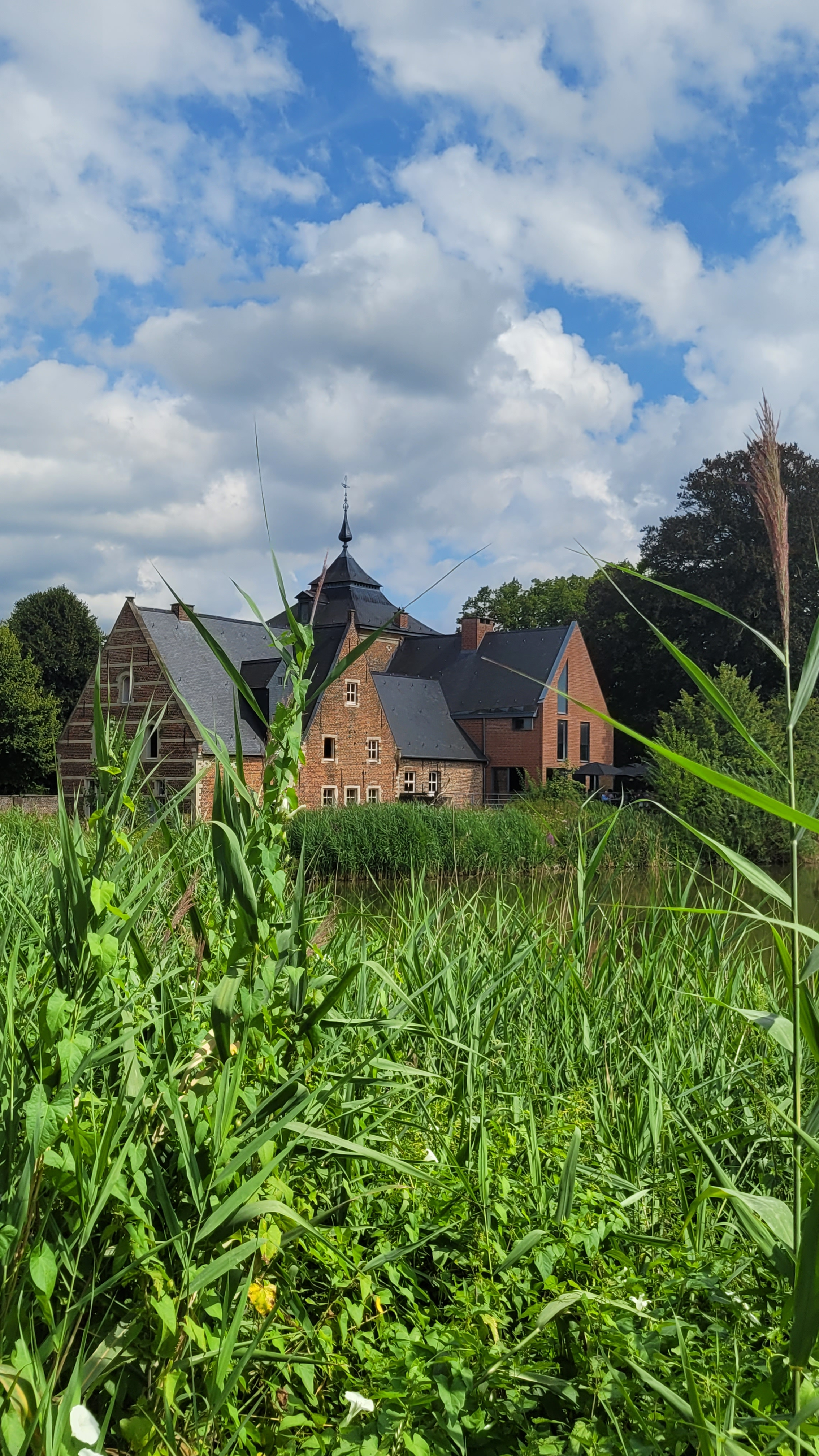

## Communauté de Parc
La communauté de Parc est composée d'un abbé et de chanoines prémontrés.
Les religieux exercent avant tout leur ministère paroissial et étudient les sciences ecclésiastiques, même si certains s'intéressent aussi aux disciplines artistiques telles que l'architecture, la peinture, la sculpture ou la musique. Au sein de l'abbaye, en effet, les arts sont perçus comme permettant d'élever l'esprit des religieux et d'entourer de prestige le monastère. Les prélats de Parc aimaient bien les grands bâtiments pour faire impression sur le monde, mais ne possédaient pas le goût raffiné d'une âme d'artiste, à l'exception de deux ou trois.

### Ministère paroissial
Les religieux de Parc desservent les paroisses des environs, situées à Archennes, Blanden, Pont-à-Celles, Korbeek-Lo, Courtrai-Dutsel, Haacht, Heverlee, Jezus-Eik, Laeken, Lubbeek, Luttre, Meensel-Kiezegem, Nieuwrode, Rhode-Saint-Pierre, Runkelen, Tervuren, Tremelo, Vaalbeek, Werchter et Winghe-Saint-Georges. Ils ont établi aussi, localement, leur propre paroisse.
En effet, le 12 août 1803, l'archevêque de Malines, Armand de Roquelaure, érige l'église abbatiale en oratoire pour les habitants du hameau de Parc (dénommé aussi Vickenbosch). Cette paroisse est desservie par un religieux qui habite au monastère dans une annexe qui lui est réservée, ce dernier portant le titre de curé de Parc. Vers 1914, l'archevêché de Malines établit une nouvelle paroisse, dédiée au Sacré-Cœur, composée de paroissiens de Parc, de Korbeek-Lo et de Kessel-Lo, avec le concours d'un religieux de Parc qui y devient curé.

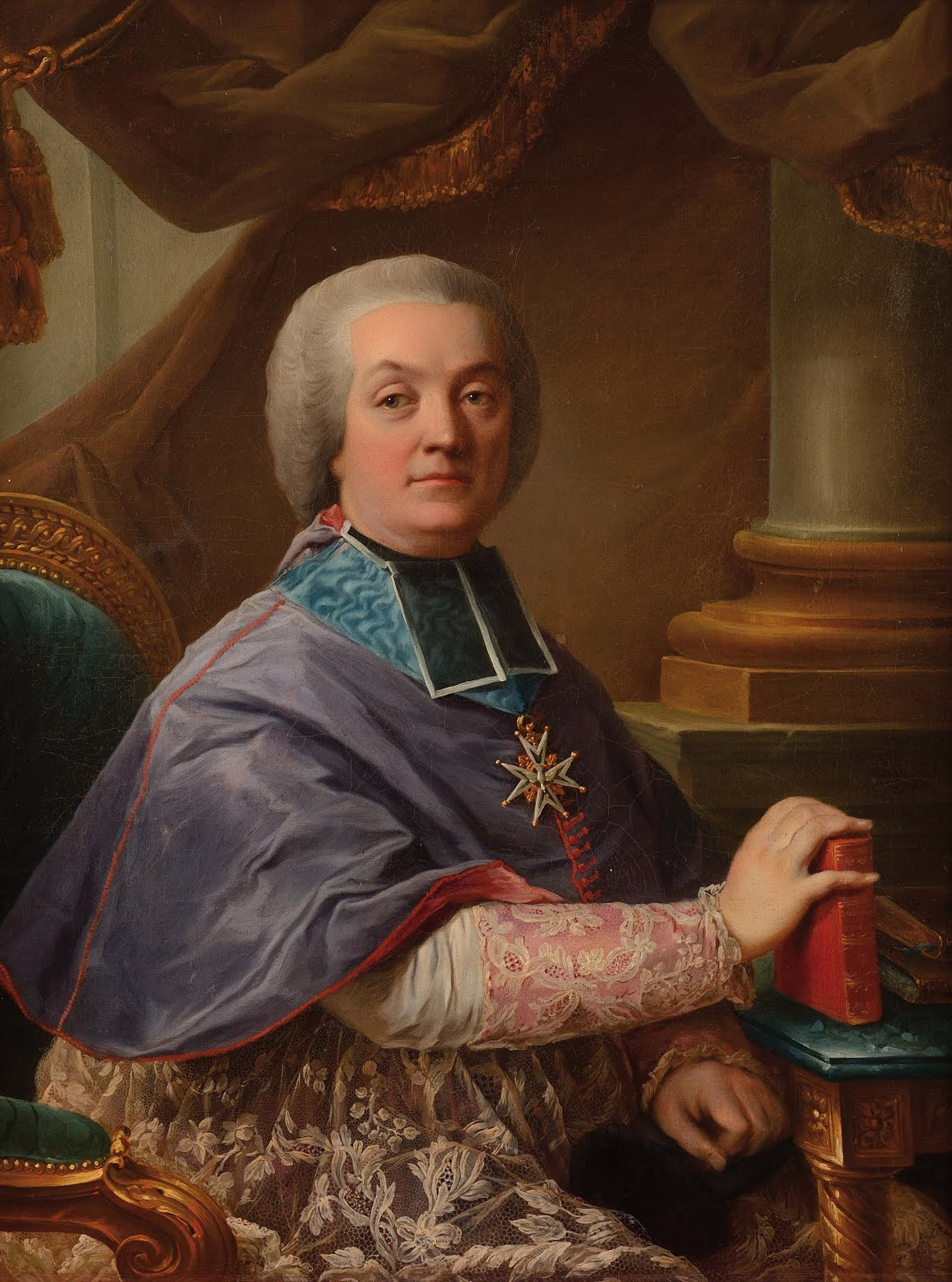
L'archevêque de Malines Armand de Roquelaure.
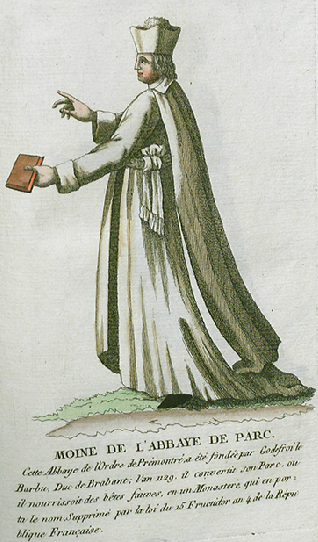
Chanoine de l'abbaye de Parc.

### Étude des sciences ecclésiastiques

#### Formation des religieux

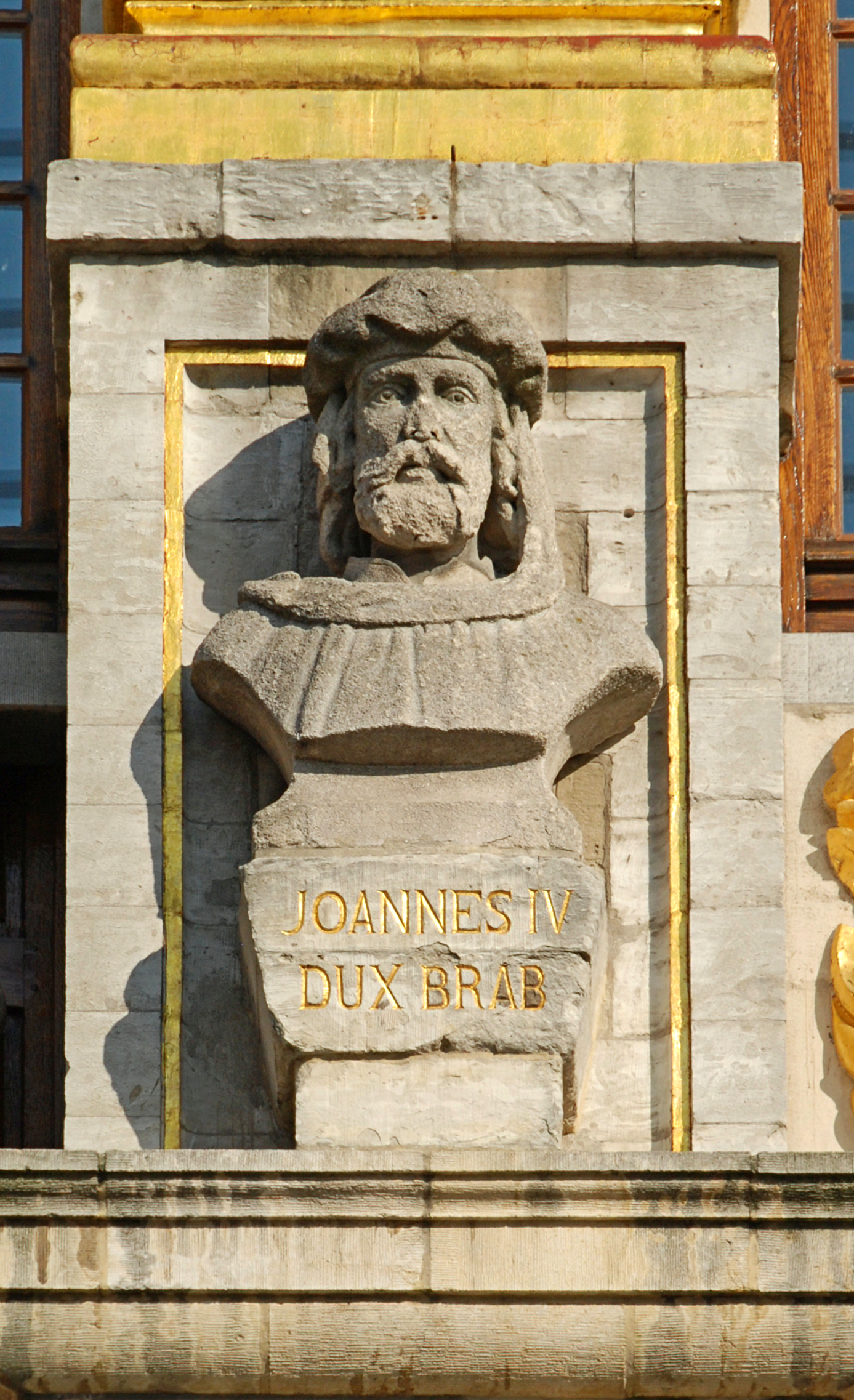
Buste du duc Jean IV de Brabant sur la Maison des Ducs de Brabant (Bruxelles).

Dans les premiers temps, les religieux avaient à défricher une partie du domaine de l'abbaye. Ensuite, différemment des Cisterciens chez qui l'ouvrage manuel domine, l'esprit des Prémontrés embrasse un but différent : les prédications, le ministère paroissial, les sciences, requièrent des études plus intense. Déjà en 1293, 1296 et 1297, les comptes de l'abbaye citent les frais pour des frères de Parc qui étudient à l'Université de Paris, et qui, après leurs études, reviennent au monastère pour y enseigner la théologie, les Saintes Écritures et la philosophie.
Plus tard, en 1425, le duc Jean IV crée l'université de Louvain. Dès le début, les abbés de Parc nouent avec elle de grandes relations. Tous les abbés ou presque sont bachelier ou licencié en théologie de Louvain.
Pour les chanoines de la communauté, il est fait appel aux professeurs de l'Université de Louvain pour être instituteurs au monastère. Cette disposition épargne ainsi les grands frais d'instruction aux universités de Paris, Cologne et Douai, et procure à tous les aspirants à la prêtrise, une doctrine sérieuse et approfondie des matières sacrées.

#### Usage de la bibliothèque

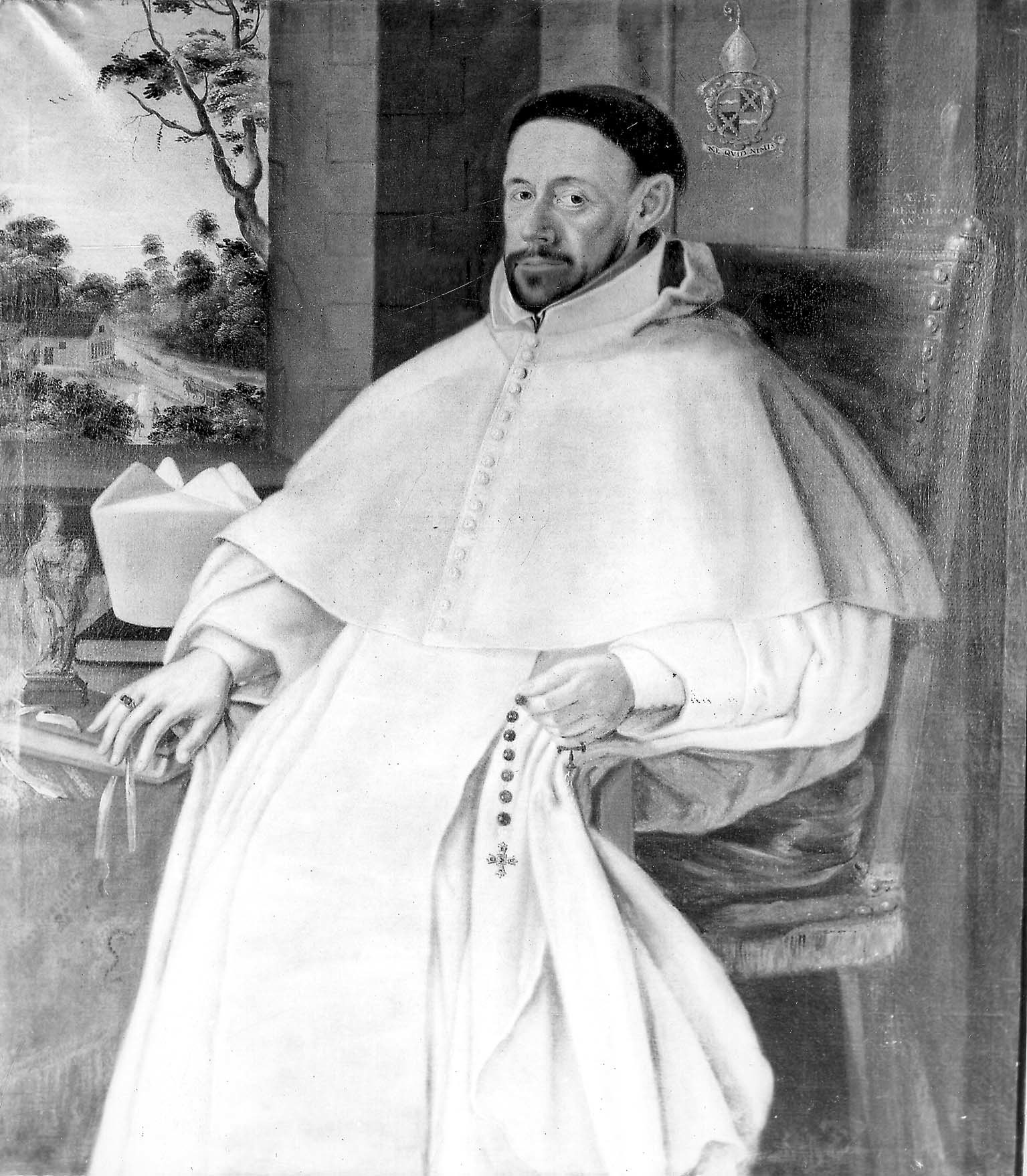
Portrait de l'abbé Jean Maes.

L'un des premiers prélats à encourager les études est Philippe. Il établit une bibliothèque et fait transcrire plusieurs traités de sciences sacrées. En vigueur avant l'invention de l'imprimerie, le scriptorium est destiné à la copie des manuscrits et à la confection des actes de la chancellerie du monastère. Le mouvement intellectuel s'accentue avec l'invention de l'imprimerie, au XVe siècle, et quelques années plus tard, l'abbé Thierry van Tuldel forme une nouvelle bibliothèque réunissant manuscrits et incunables. C'est surtout l'abbé Jean Maes qui développe largement l'embryon de bibliothèque et l'aménage dans une salle en 1636, que Libert de Pape agrandit et embellit en 1672.
Cette bibliothèque était réputée l'une des plus belles des monastères de Belgique, aussi bien pour son architecture que pour ses ouvrages littéraires,.
L'inventaire de la Bibliothèque, dressé en 1645, compte plusieurs exemplaires de la Bible, des commentaires sur les évangiles, divers autres livres des Saintes Écritures et les œuvres des Saints-Pères. Des ouvrages de droit civil et ecclésiastique y sont aussi en grand nombre. Parmi les autres manuscrits, s'étalent dans les rayons des traités de philosophie, d'histoire naturelle, de rhétorique, de poésie, de littérature, des ouvrages de l'Ordre, des livres de prières avec miniatures du XVe siècle.

## Aspects architecturaux et artistiques
En matière d'art, l'abbaye de Parc n'est pas aussi pointue que certaines autres comme l'abbaye Saint-Michel d'Anvers ou l'abbaye de Tongerlo, mais cela n'exclut pas quelques aspects remarquables concernant l'église, le cloître ou les salons de Parc.

### Architecture

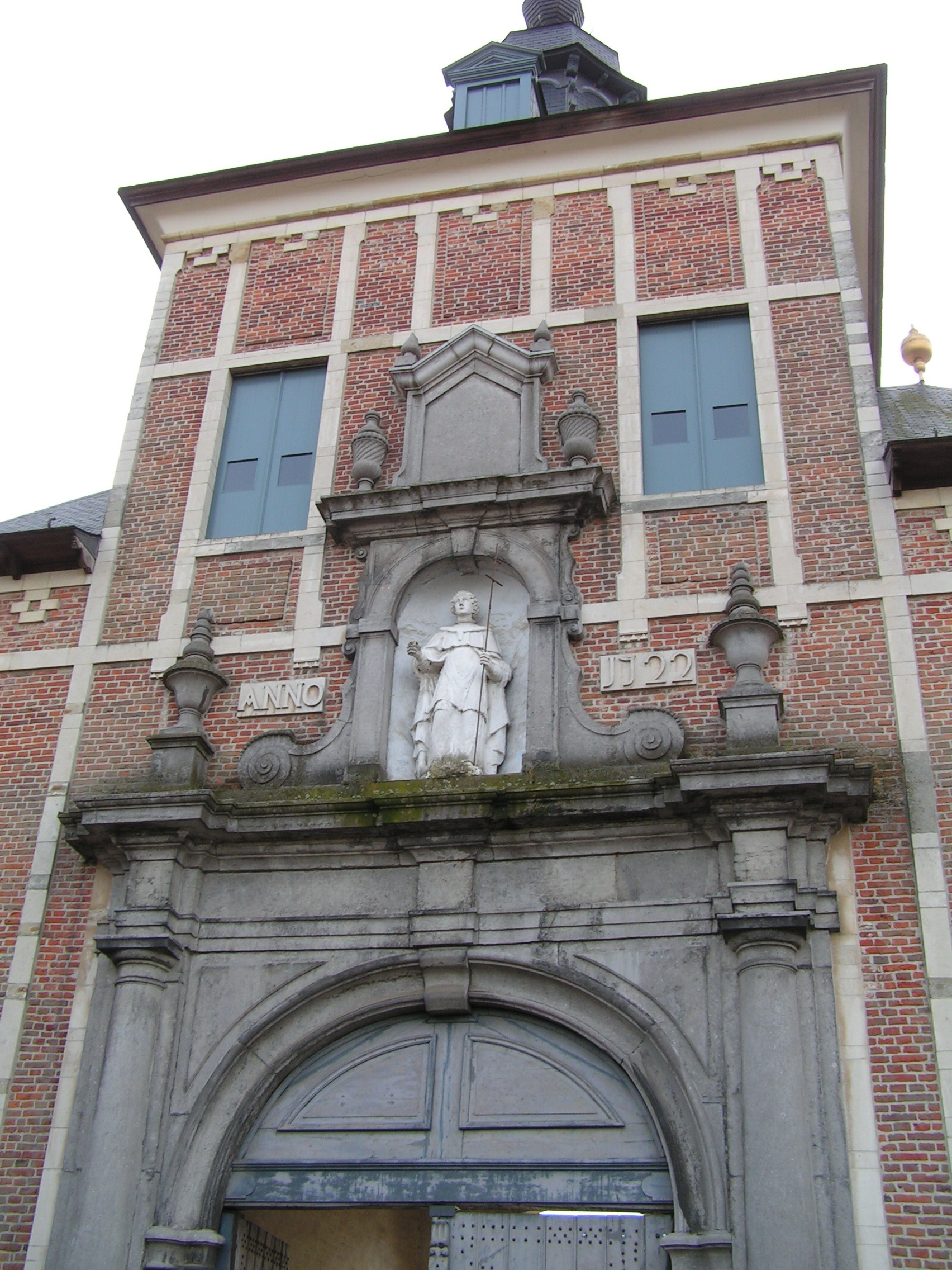
Portail Saint-Norbert.

Les premiers bâtiments construits au XIIIe siècle et dont il ne reste aujourd'hui que quelques vestiges, sont de style roman.
Au début du XVIe siècle, on brise l'unité du style de l'église en remplaçant la grande rosace de sa façade principale par une fenêtre de style gothique flamboyant ornée d'une verrière. Au XVIIe siècle, on allonge le chœur de l'église pour célébrer l'office avec plus de magnificence, et on décide d'agrandir toutes les fenêtres. Au XVIIIe siècle, tout l'intérieur est transformé pour donner finalement à l'église un caractère sans originalité.
Au début du XVIIIe siècle, l'abbaye devient un luxueux château avec prestigieux escalier d’honneur, porte aux lions et impressionnant portail Saint-Norbert.
En fait, le plan du monastère offre de fortes ressemblances avec celui d'une abbaye cistercienne. Les principales entités sont les suivantes : l'église, le cloître, la sacristie, la cuisine, le réfectoire, le chauffoir, l'infirmerie, la salle capitulaire, le dortoir, la bibliothèque, les salons, les jardins, les anciennes schola, locutorium et tonstrina, et en dehors des bâtiments claustraux, la maison du proviseur, la menuiserie, la brasserie, la ferme, la grange et le moulin.

### Peinture
Les abbés de la deuxième moitié du XVIIIe siècle furent les grands protecteurs de P.J. Verhaghen, de l'école de Rubens. On lui commanda les tableaux du chapitre, représentant la vie de saint Norbert, on lui fit orner le sanctuaire de l'église par des tableaux de la vie du Seigneur, on lui demanda des portraits ainsi que des scènes bibliques qui ornent les salons du monastère. Le frère du peintre, J.J. Verhaghen peignit pour l'abbaye quelques scènes de genre et des natures mortes. Quant au peintre François Jacquin, de la même école, il doit sa renommée à des portraits très ressemblants.
Au siècle précédent, Libert de Pape fut le mécène du peintre Jean Coxie. Ses toiles représentent des paysages parfois animés de personnages, et sont destinées aux appartements de l'abbé et aux salons des maisons de refuge de Louvain et de Bruxelles.. Par ailleurs Jean Masius fit peindre les portraits de tous ses prédécesseurs par l'artiste H. De Smet, copiés de retables ou de verrières.
Les murs du cloître furent décorés autrefois de peintures historiques et légendaires représentant des figures de saints. Le chapitre fut orné en 1752 de quatre grandes toiles de G.J. Smeyers représentant la vie de saint Norbert. Enfin, l'abbaye conserve un nombre impressionnant de spécimens de peinture sur verre, dont les auteurs s'appellent Gérard Boels en 1525, Pierre Boels en 1564, ou Jean de Caumont entre 1635 et 1645.
D'autres grandes toiles de grandes valeurs sont présentes, toiles que l'on doit à Brueghel, Metsijs, Van Dijck, etc.

### Sculpture

#### Église
Au fil des siècles, les sculptures de l'église ont constitué un riche mobilier, mais il ne reste plus en 1929 que certaines œuvres de Jacques Bergé. Du temps de l'abbé Jean Druys, le chapitre s'est vu doté de boiseries élégantes en chêne, lesquelles furent remplacées vers 1752 par d'autres plus monumentales.

#### Bibliothèque
La décoration de la nouvelle bibliothèque a été initiée par le prélat Libert de Pape, les riches boiseries sculptées étant l'œuvre du menuisier Jean Lanckman et l'ornement des statues celle du sculpteur Antoine Steynen. Jean Christiaen Hansche, aidé de son neveu Henri Daelmans, de Guillaume Speljens et d'un manœuvre, sculpte, en 1672, les plafonds en stuc qui existent encore en 1929, et qui représentent en hauts-reliefs la vie de saint Norbert, d'après des gravures de C. Galle, les Évangélistes et les docteurs de l'Église. Le même Jean Christian Hansche a réalisé en 1679 la voûte sculptée du grand salon qui abrite la bibliothèque, au quartier abbatial.

#### Réfectoire
Les plafonds du réfectoire sont des réalisations fines et audacieuses du célèbre stucateur allemand Jean Christian Hansche (ou Hanscke), en 1679. En 1718, sous l'abbatiat de Paul de Bruyn, ce réfectoire s'est enrichi de boiseries sculptées, les cinq grands tableaux historiques représentant notamment les Noces de Cana et La Résurrection de Lazare étant les œuvres du peintre Du Plessis.

#### Cloître
En 1752, le sculpteur Du Païs réalise l'ornementation de trois belles portes en chêne du cloître.

#### Portes extérieures
L'artiste De Kinder sculpte au XVIIIe siècle les statues placées au-dessus des portes extérieures de l'abbaye.

### Musique
Plusieurs abbés ont souhaité développer l'art de la musique au sein de Parc, pour les cérémonies du service divin et pour procurer une note agréable à la vie des religieux. Ils s'intéressèrent aux orgues, à l'horloge et à ses cloches, et au carillon. Finalement, les 28 cloches de 1727, complétées en 1729, pesaient 20 900 livres. On ajouta un tambour au carillon qui se fit entendre, enfin au complet, la première fois à la kermesse de Louvain, en août 1735. La grande cloche, coulée après la restauration, pèse 1 198 kilos et est d'une belle résonance, elle sert pour la sonnerie des offices de l'église.

### Autres disciplines artistiques
L'abbaye était autrefois abondamment pourvue en tapisserie, ornements, argenterie, cuivre, orfèvrerie. Chaque abbé y mettait du sien et enrichissait le trésor de pièces superbes, comme le prélat Ambroise van Engelen, qui fut un brodeur aussi ingénieux qu'habile et exécuta lui-même un grand nombre de compositions à personnages.
Ces abbés aimaient le luxe à l'autel, et rien ne leur semblait trop beau pour le service divin. La grande partie de ces objets disparut à la suite des guerres et des troubles, et surtout à la suppression de l'abbaye par Joseph II, quand les commissaires de la monnaie convertirent plusieurs pièces d'orfèvrerie en lingots.
Après la mort du dernier abbé en 1810 juste avant la fermeture de l'abbaye, les chanoines dispersèrent une grande partie des objets d'art qui avaient échappé aux réquisitions précédentes. Quelques bribes furent sauvées de cette dispersion par certains curés de Parc, qui les recueillirent dans leur presbytère. Ceux qui rentrèrent à l'abbaye après la restauration de 1836 rapportèrent ce qu'ils avaient conservé.
En 1973, des porcelaines de Bruxelles, Tournai, Delft, Vienne et Limoges sont présentes à l'abbaye.

## Hôtes illustres
Il se rattache à Parc de grands souvenirs historiques. En 1566, le duc d'Albe y a son camp. En 1572, le prince d'Orange s'y trouve avec son état-major. Au XVIIe siècle, Érasme y rend visite. En 1695, Guillaume III, roi d'Angleterre, y loge. En 1713, Louis XV, roi de France, y dîne avec le maréchal de Saxe.

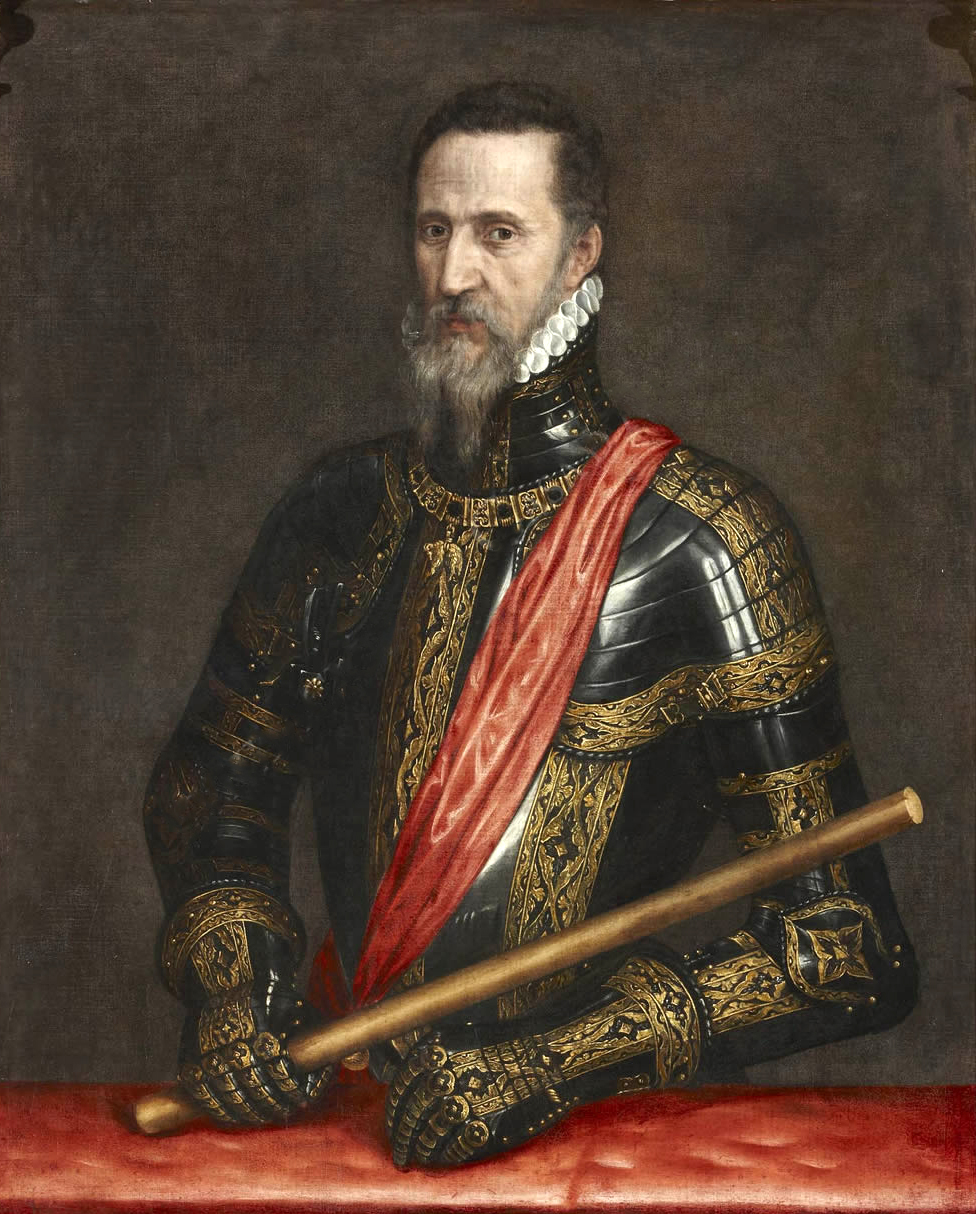
Le duc d'Albe
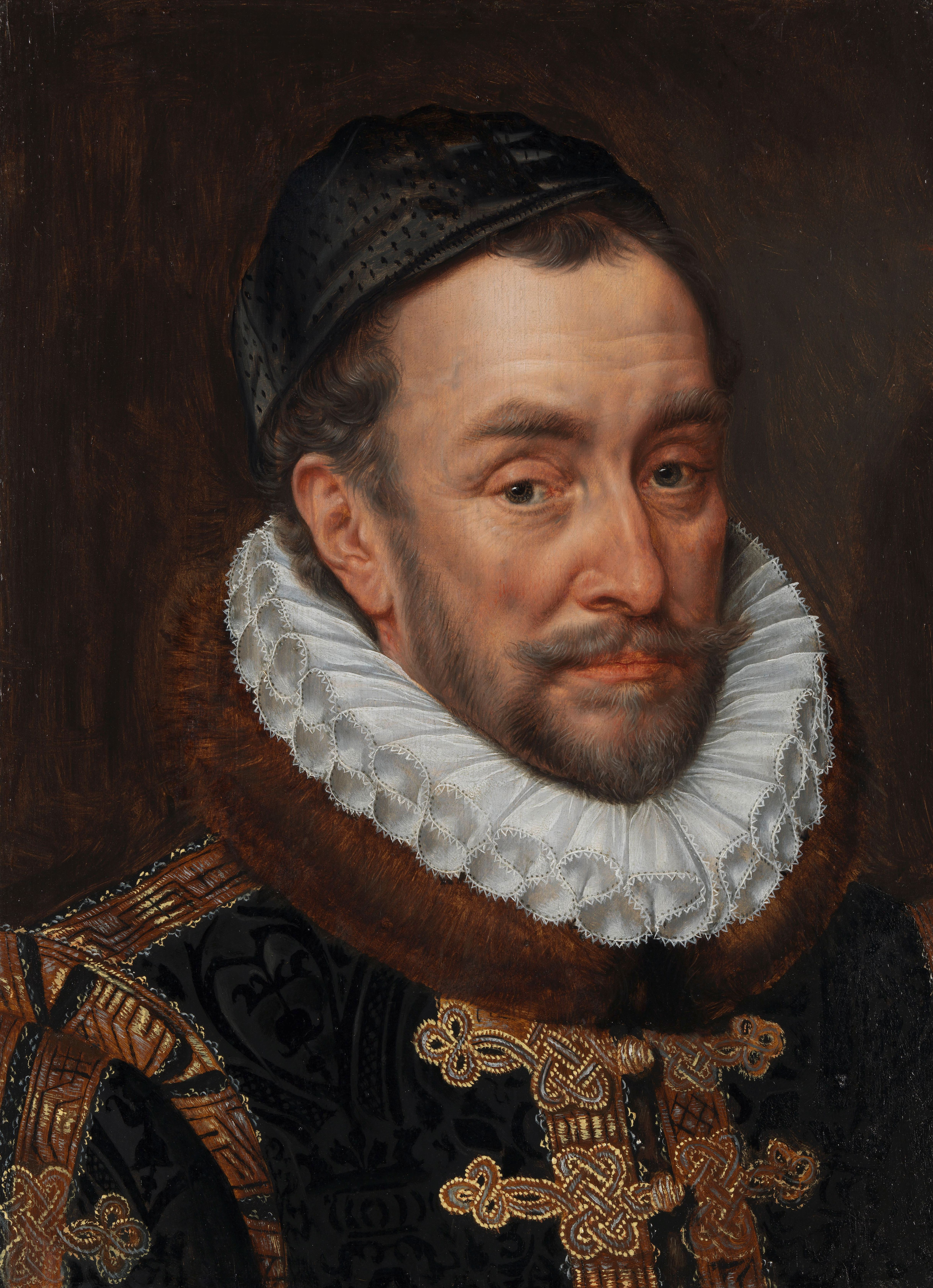
Le prince d'Orange
Érasme
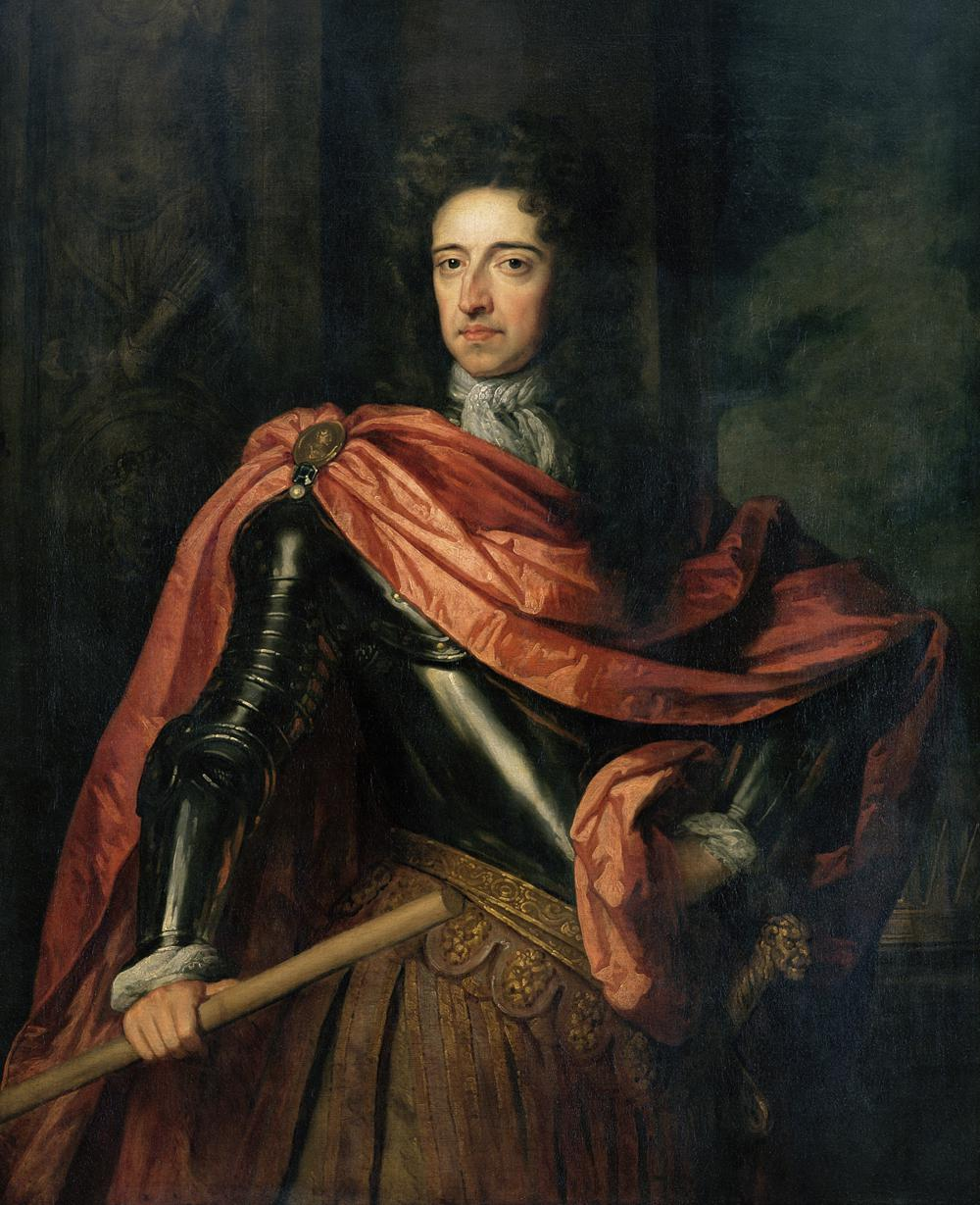
Guillaume III
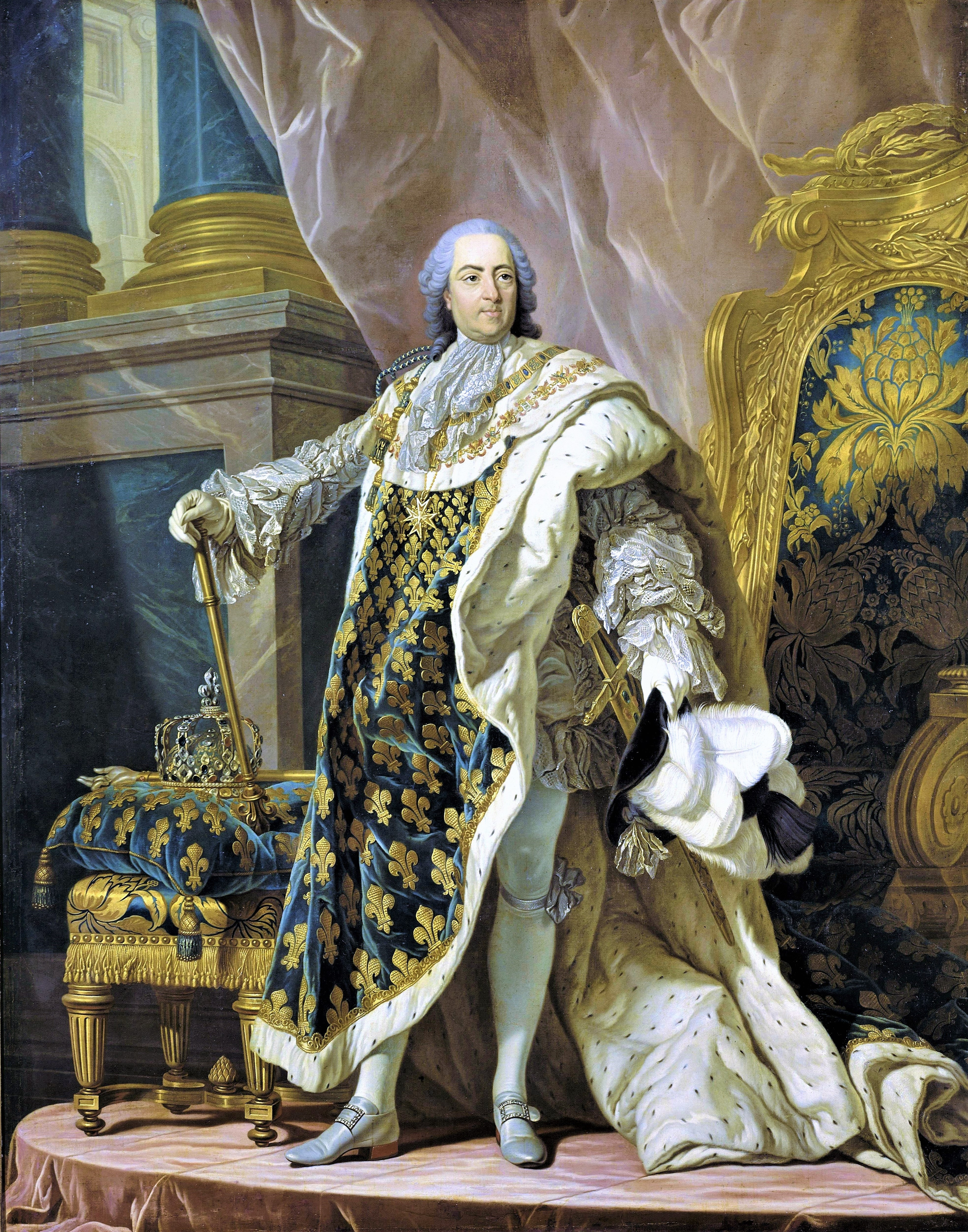
Louis XV
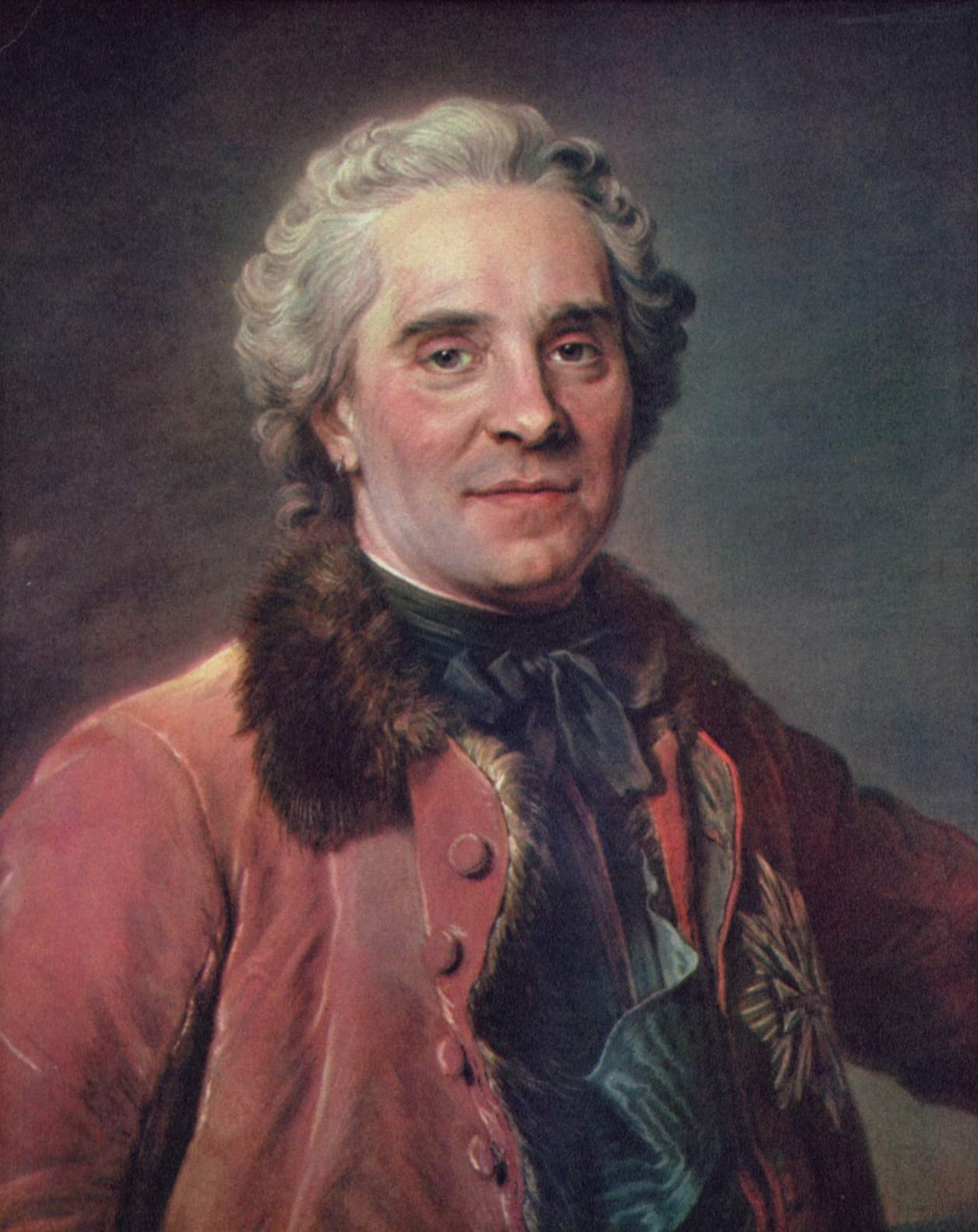
Le maréchal de Saxe

## Cimetière

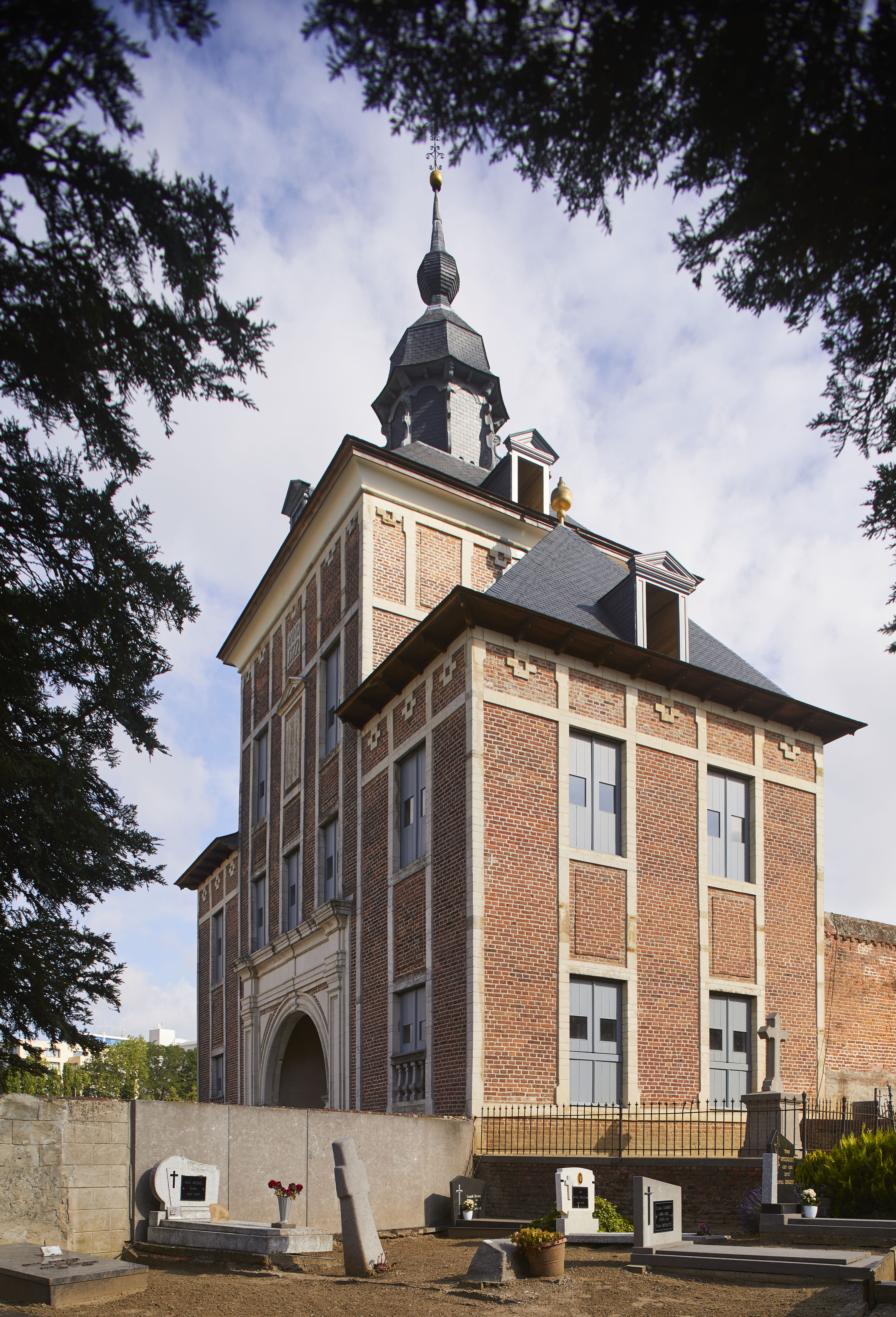
Vue sur le cimetière à la porte Saint-Norbert.

Le petit cimetière proche de l'église abrite des sépultures de personnages publics, principalement des personnalités légendaires de la ville de Louvain :
- Jan Baptist David (1801-1866), historien flamand et professeur
- Mgr Alexandre Namèche (1811-1893), historien et recteur de l'université catholique de Louvain entre 1872 et 1881
- Mgr Constantin Joseph Pieraerts (1835-1887), recteur de l'université catholique de Louvain entre 1882 et 1887
- Gaston Eyskens (1905-1988), Premier ministre belge
- Albert de Vleeschauwer (1897-1971), ministre belge
- Zjef Vanuytsel (1945-2015), chanteur belge
- Édouard van Beneden (1846-1910), zoologiste et embryologiste belge, professeur
- Albert Nyssens (1855-1901), juriste et homme politique belge
- Julien Sterckx (1870-1977), pasteur au Grand béguinage de Louvain
- Pierre Langerock (1859-1923), architecte
- Beelen, linguiste et exégète, professeur
- Delcourt, ministre

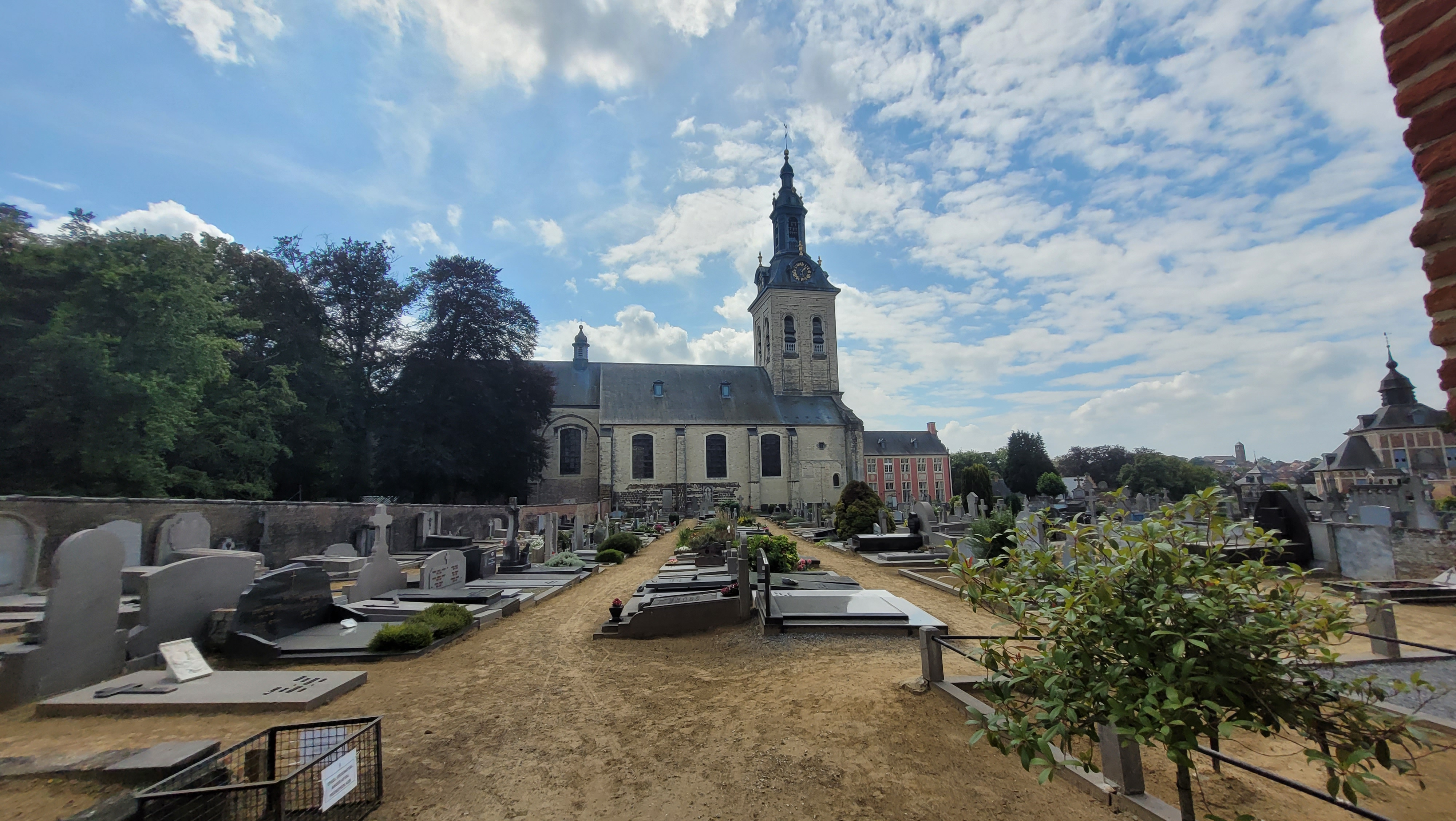
Le cimetière devant l'abbatiale.
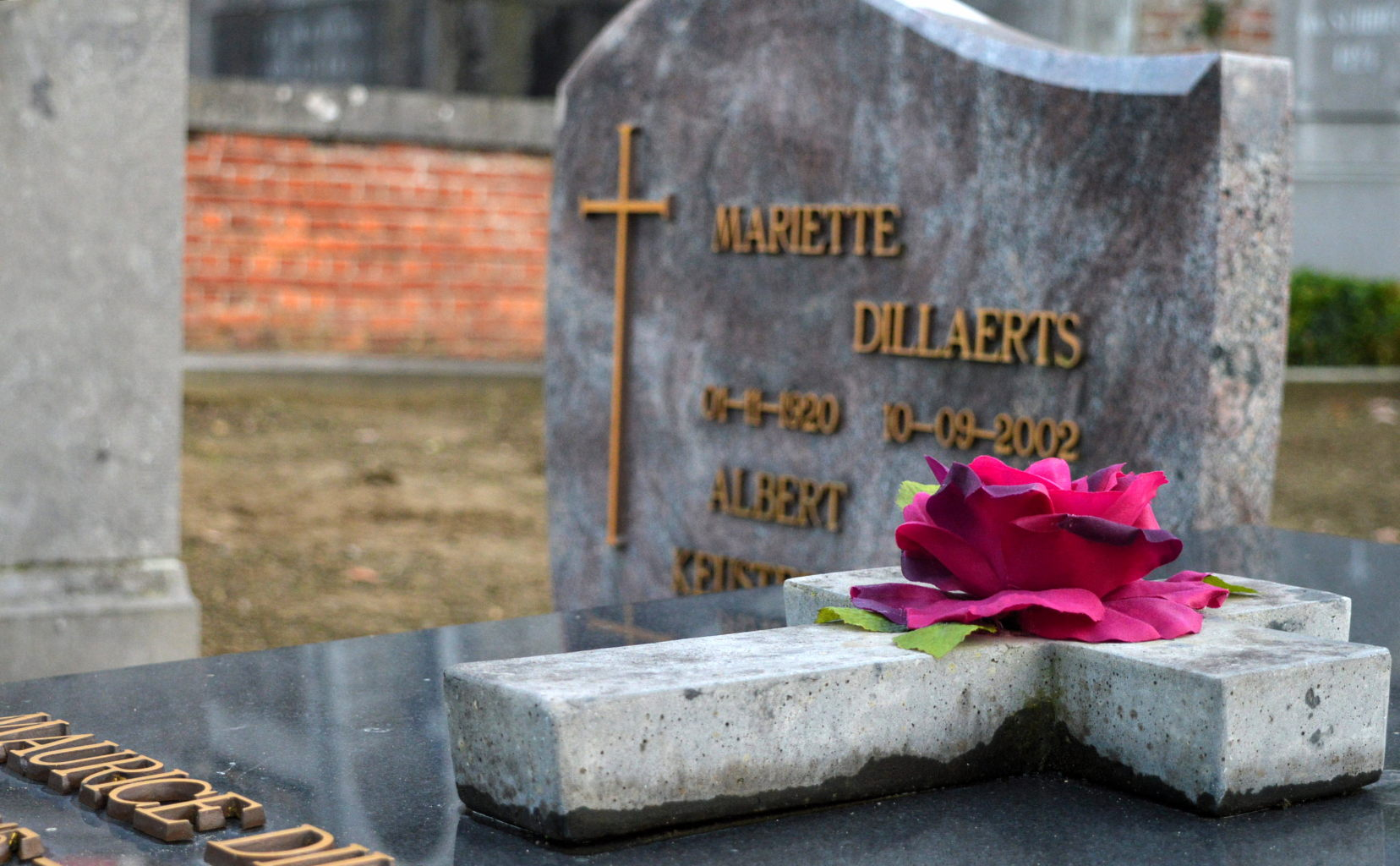
Tombe de Mariette Dillaerts.
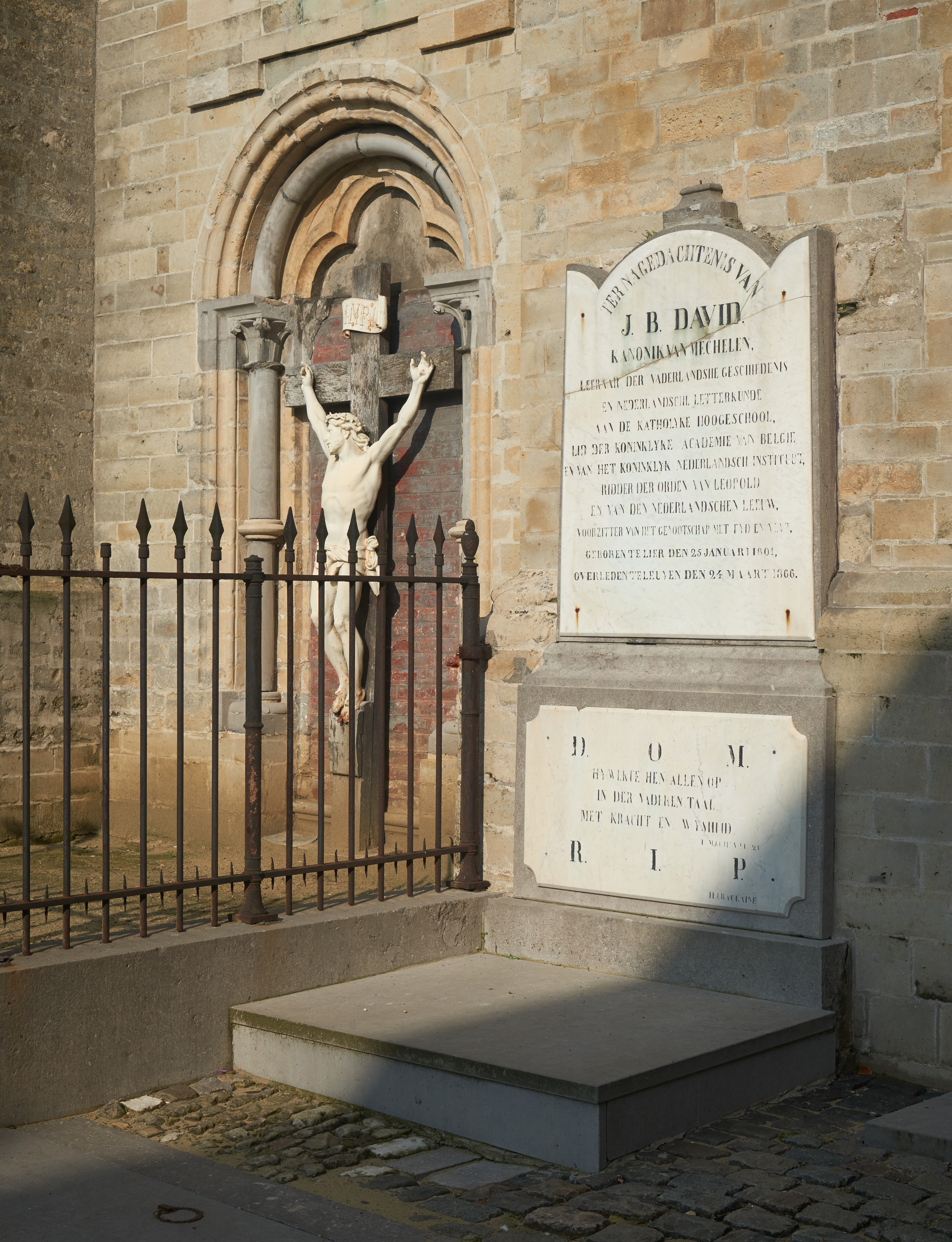
Sépulture de Jan Baptiste David.
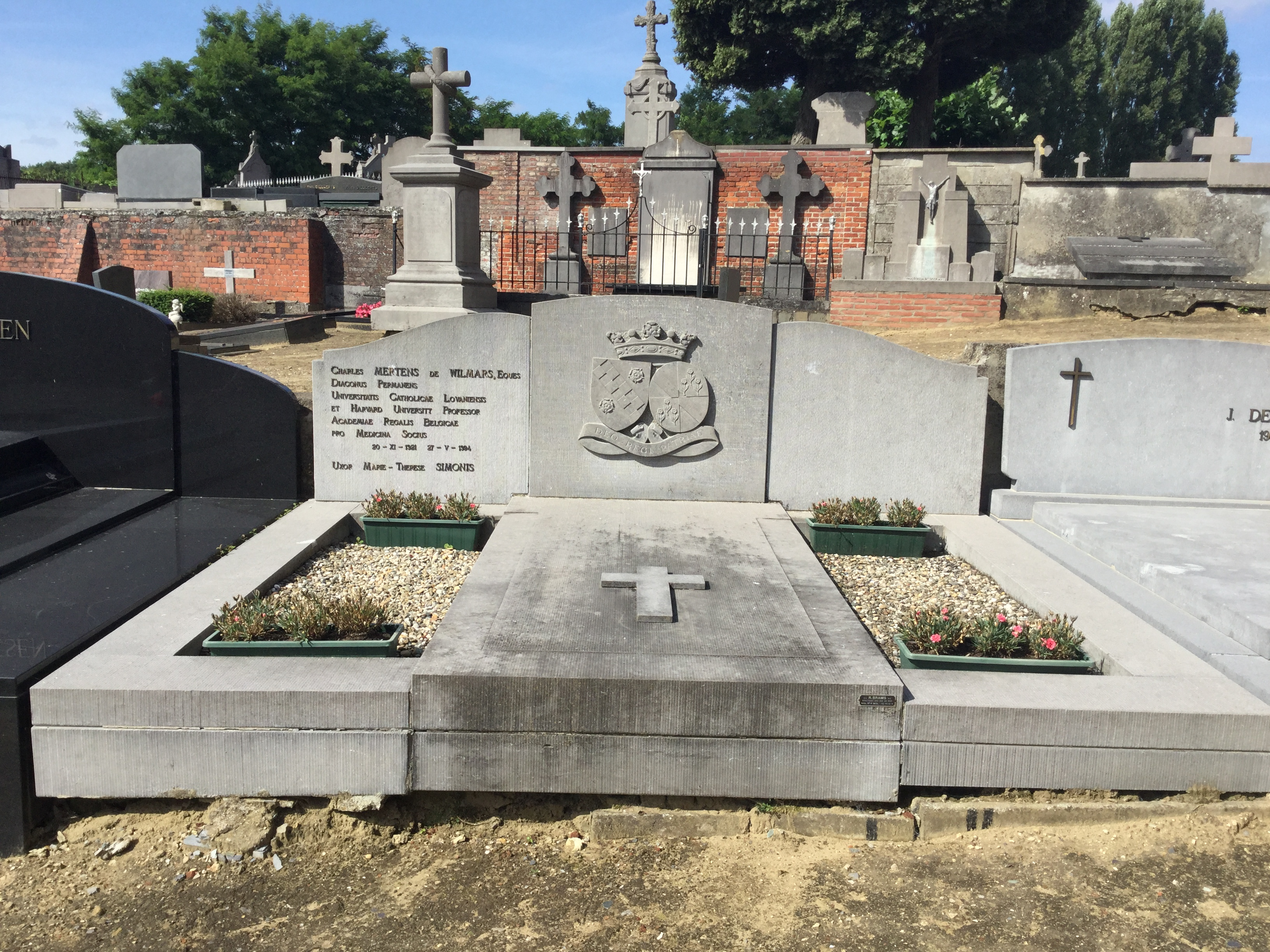
Pierre tombale de Charles Mertens de Wilmars.